# Населення Алжиру
Населення Алжиру. Чисельність населення країни 2015 року становила 39,54 млн осіб (34-те місце у світі). Чисельність алжирців стабільно збільшується, народжуваність в Алжирі 2015 року становила 23,67 ‰ (63-тє місце у світі), смертність — 4,31 ‰ (203-тє місце у світі), природний приріст — 18,4 ‰ (60-те місце у світі) . Історично чисельність населення країни зростала таким чином: 1900 року — 4,6 млн осіб, 1930 — 5,5 млн, 1970 — 13,7 млн, 1987 — 23 млн, 2006 — 32,9 млн . Алжир населяють нащадки арабів і корінних берберських народів з домішкою європейців, головним чином французів . Заселене переважно північне узбережжя, більша частина живе у містах, густота в окремих районах Сахари менш як 1 особа на 1 км² . Офіційна мова — арабська, у вжитку також французька і берберські мови . Алжирці масово сповідують іслам (99 %) . Система освіти в країні залишилась від французьких колоніальних часів . Значною проблемою в країні залишається забезпечення кваліфікованими медичними кадрами . Присутня державна система соціального захисту малозахищених верств населення . Демографічні й соціологічні дослідження в країні ведуться рядом державних і науково-освітніх установ, регулярно проводяться переписи населення .

## Природний рух

Природний приріст населення Алжиру, 2008 рік

Народжуваність в Алжирі 2015 року становила 23,67 ‰ (63-тє місце у світі). Особливістю відтворення населення Алжиру є стійке зростання народжуваності, внаслідок поліпшення санітарно-гігієнічних умов, зниження середнього віку вступу до шлюбу при збереженні традиційних норм репродуктивної поведінки. Тільки за період 1920—1970 років народжуваність зросла з 36 ‰ до 50 ‰. Рівень народжуваності в Алжирі в середині 1970-х років був одним з найвищих у світі: потенційний коефіцієнт народжуваності — 7,5, а у жінок, що вступили в шлюб до 18 років — 9,2. Народжуваність 1980 року становила 47,0 ‰, 2006 року — 17,1 ‰. Потенційний коефіцієнт народжуваності 2015 року становив 2,78 дитини на одну жінку, а рівень застосування контрацептивів 61,4 %.
Смертність в Алжирі 2015 року становила 4,31 ‰ (203-тє місце у світі). Високий рівень смертності (30 ‰) був головною причиною повільного і нестійкого зростання чисельності корінного населення. Скорочення смертності, що почалося з кінця 1920-х років, різко посилилося після 1962 року. Середньорічні темпи приросту населення за період 1920—1980-х років збільшилися з 5 ‰ до 17 ‰. Смертність 1980 року становила 13,4 ‰; 2006 року — 4,6 ‰.
Природний приріст населення в країні 2015 року становив 18,4 ‰ (60-те місце у світі); 2006 року — 12,5 ‰; 1980 року — 33,6 ‰.
Важливими віхами в історії населення Алжиру була війна за незалежність і наступні два десятиліття. Під час війни за різними оцінками загинуло від 350 тис. (за французькими джерелами) до 1,5 млн осіб (офіційні алжирські). Здобуття незалежності країни позначилось двократним ростом чисельності населення за наступні два десятиліття.
Зміна чисельності населення країни у XX столітті (млн осіб)
Річні показники природного руху населення Алжиру.
| Рік  | Чисельність населення (тис. осіб) | Кількість народжень | Кількість смертей | Природний рух | Народжуваність (‰) | Смертність (‰) | Природний рух (‰) | Фертильність |
| ---- | --------------------------------- | ------------------- | ----------------- | ------------- | ------------------ | -------------- | ----------------- | ------------ |
| 1966 | 13 123                            | 667 000             |                   |               | 50,8               |                |                   |              |
| 1967 | 13 497                            | 630 000             |                   |               | 46,7               |                |                   |              |
| 1968 | 13 887                            | 618 000             |                   |               | 44,5               |                |                   |              |
| 1969 | 14 287                            | 665 000             |                   |               | 46,5               |                |                   |              |
| 1970 | 14 691                            | 689 000             |                   |               | 46,9               |                |                   |              |
| 1971 | 15 098                            | 687 000             |                   |               | 45,5               |                |                   |              |
| 1972 | 15 512                            | 697 000             |                   |               | 44,9               |                |                   |              |
| 1973 | 15 936                            | 717 000             |                   |               | 45,0               |                |                   |              |
| 1974 | 16 375                            | 722 000             |                   |               | 44,1               |                |                   |              |
| 1975 | 16 834                            | 738 000             |                   |               | 43,8               |                |                   |              |
| 1976 | 17 311                            | 751 000             |                   |               | 43,4               |                |                   |              |
| 1977 | 17 809                            | 728 000             |                   |               | 40,9               |                |                   |              |
| 1978 | 18 331                            | 767 000             |                   |               | 41,9               |                |                   |              |
| 1979 | 18 885                            | 797 000             |                   |               | 42,2               |                |                   |              |
| 1980 | 19 475                            | 819 000             |                   |               | 42,0               |                |                   |              |
| 1981 | 20 104                            | 835 000             |                   |               | 41,5               |                |                   |              |
| 1982 | 20 767                            | 852 000             |                   |               | 41,0               |                |                   |              |
| 1983 | 21 453                            | 812 000             |                   |               | 37,9               |                |                   |              |
| 1984 | 22 150                            | 850 000             |                   |               | 38,4               |                |                   |              |
| 1985 | 22 847                            | 864 000             |                   |               | 37,8               |                |                   |              |
| 1986 | 23 539                            | 781 000             |                   |               | 33,2               |                |                   |              |
| 1987 | 24 226                            | 755 000             |                   |               | 31,2               |                |                   |              |
| 1988 | 24 905                            | 806 000             |                   |               | 32,4               |                |                   |              |
| 1989 | 25 577                            | 755 000             | 153 000           | 602 000       | 29,5               |                |                   |              |
| 1990 | 25 022                            | 775 000             | 151 000           | 624 000       | 30,9               | 6,03           | 24,9              | 4,5          |
| 1991 | 25 643                            | 773 000             | 155 000           | 618 000       | 30,1               | 6,0            | 24,1              |              |
| 1992 | 26 271                            | 799 000             | 160 000           | 639 000       | 30,4               | 6,1            | 24,3              |              |
| 1993 | 26 894                            | 775 000             | 168 000           | 607 000       | 28,8               | 6,2            | 22,6              |              |
| 1994 | 27 496                            | 776 000             | 180 000           | 596 000       | 28,2               | 6,5            | 21,7              |              |
| 1995 | 28 060                            | 711 000             | 180 000           | 531 000       | 25,3               | 6,4            | 18,9              |              |
| 1996 | 28 566                            | 654 000             | 172 000           | 482 000       | 22,9               | 6,0            | 16,9              |              |
| 1997 | 29 045                            | 654 000             | 178 000           | 476 000       | 22,5               | 6,1            | 16,4              |              |
| 1998 | 29 507                            | 607 000             | 144 000           | 463 000       | 20,6               | 4,9            | 15,7              |              |
| 1999 | 29 965                            | 593 643             | 141 000           | 452 643       | 19,8               | 4,7            | 15,1              |              |
| 2000 | 30 416                            | 588 628             | 140 000           | 448 628       | 19,4               | 4,5            | 14,8              | 2,4          |
| 2001 | 30 879                            | 618 380             | 141 000           | 477 380       | 20,0               | 4,6            | 15,5              |              |
| 2002 | 31 357                            | 616 963             | 138 000           | 478 963       | 19,7               | 4,4            | 15,3              |              |
| 2003 | 31 848                            | 649 000             | 145 000           | 504 000       | 20,4               | 4,6            | 15,8              |              |
| 2004 | 32 364                            | 669 000             | 141 000           | 528 000       | 20,7               | 4,4            | 16,3              |              |
| 2005 | 32 906                            | 703 000             | 147 000           | 556 000       | 21,4               | 4,5            | 16,9              |              |
| 2006 | 33 481                            | 739 000             | 144 000           | 595 000       | 22,1               | 4,3            | 17,8              |              |
| 2007 | 34 096                            | 783 000             | 149 000           | 634 000       | 23,0               | 4,4            | 18,6              |              |
| 2008 | 34 591                            | 817 000             | 153 000           | 664 000       | 23,6               | 4,4            | 19,2              | 2,8          |
| 2009 | 35 268                            | 849 000             | 159 000           | 690 000       | 24,1               | 4,5            | 19,5              | 2,8          |
| 2010 | 35 978                            | 888 000             | 157 000           | 731 000       | 24,7               | 4,3            | 20,3              | 2,9          |
| 2011 | 36 717                            | 910 000             | 162 000           | 748 000       | 24,8               | 4,4            | 20,3              | 2,9          |
| 2012 | 37 495                            | 978 000             | 170 000           | 808 000       | 26,0               | 4,5            | 21,5              | 3,0          |
| 2013 | 38 297                            | 963 000             | 168 000           | 795 000       | 25,1               | 4,5            | 20,7              | 2,9          |
| 2014 | 39 114                            | 1 014 000           | 174 000           | 840 000       | 25,9               | 4,4            | 21,5              | 3,0          |
| 2015 | 39 963                            | 1 040 000           | 183 000           | 858 000       | 26,0               | 4,6            | 21,5              | 3,1          |

### Вікова структура

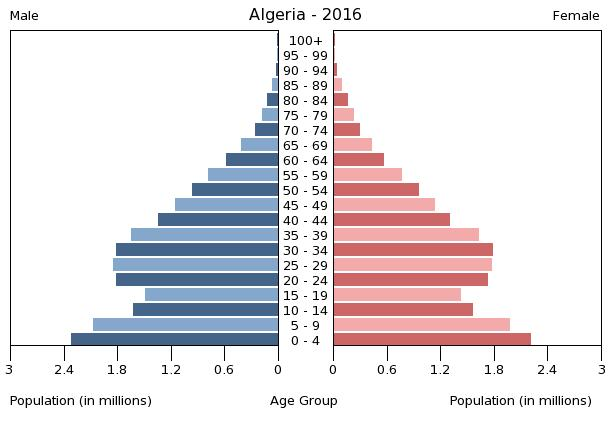
Віково-статева піраміда населення Алжиру, 2016 рік

Середній вік населення Алжиру становить 27,8 року (133-тє місце у світі): для чоловіків — 27,5, для жінок — 28,1 року. Очікувана середня тривалість життя 2015 року становила 76,59 року (81-ше місце у світі), для чоловіків — 75,29 року, для жінок — 77,96 року; 2006 року — 73,3 року, для чоловіків — 71,7, для жінок — 74,9; 1978 року для чоловіків — 55,8 року, для жінок — 58 років.
Вікова структура населення Алжиру, станом на 2015 рік, виглядає таким чином:
- діти віком до 14 років — 28,75 % (5 820 027 чоловіків, 5 547 573 жінки);
- молодь віком 15—24 роки — 16,64 % (3 368 415 чоловіків, 3 213 185 жінок);
- дорослі віком 25—54 роки — 42,84 % (8 569 397 чоловіків, 8 369 078 жінок);
- особи передпохилого віку (55—64 роки) — 6,42 % (1 289 595 чоловіків, 1 248 385 жінок);
- особи похилого віку (65 років і старіші) — 5,35 % (977 744 чоловіки, 1 138 767 жінок)[1].

Медіанний вік населення Алжиру становить 27,5 року (133-те місце у світі), чоловіків — 27,2, жінок — 27,8.
Вікова структура населення в 1980-х роках виглядала таким чином (частка жінок становила 50,8 %):
- діти віком до 14 років — 47,1 %;
- дорослі (15—64 роки) — 49,6 %;
- особи похилого віку (65 років і старіші) — 3,3 %[2].

### Шлюбність— розлучуваність
Коефіцієнт шлюбності, тобто кількість шлюбів на 1 тис. осіб за календарний рік, дорівнює 10,1; коефіцієнт розлучуваності — 1,5; індекс розлучуваності, тобто відношення шлюбів до розлучень за календарний рік — 15 (дані за 2011 рік). Шлюбність 1967 року становила 4,6 ‰; показник розлучуваності 1963 року — 0,4 ‰.
Середній вік, коли чоловіки беруть перший шлюб, дорівнює 33,5 року, жінки — 29,8 року, загалом — 31,7 року (дані за 2006 рік).

## Розселення

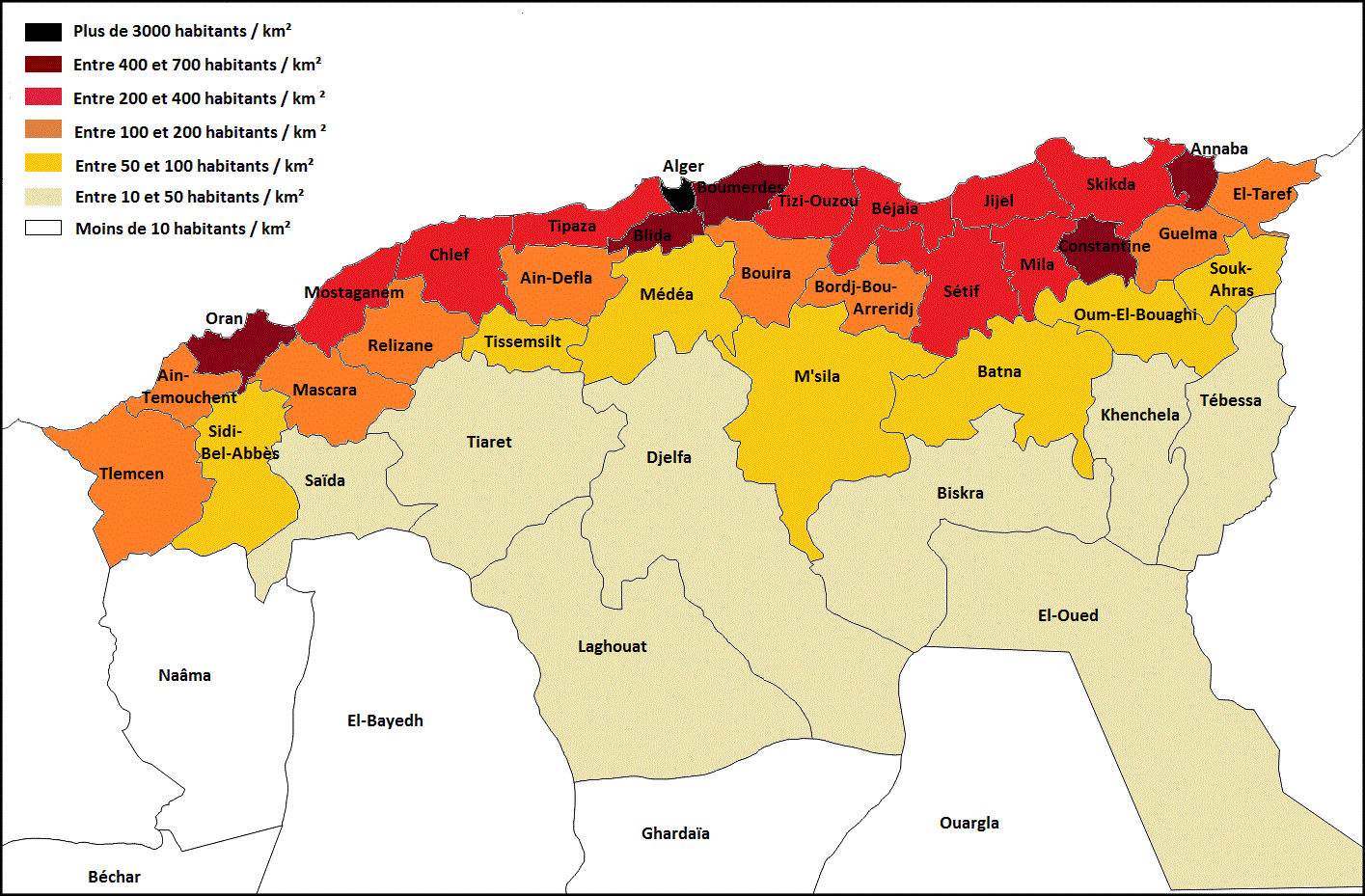
Густота населення на півночі Алжиру

Густота населення країни 2015 року становила 16,7 особи/км² (206-те місце у світі), 2006 року — 12,9 особи/км², 1981 року — 8 осіб/км².
Населення розміщене вкрай нерівномірно. Найбільш густо заселена північ Алжиру (96 % населення), це приблизно лише 1/6 частина площі країни. Населення зосереджено головним чином у вузькій прибережній смузі Середземного моря і горах Кабілії, де щільність досягає 300 осіб/км². Найменш населена частина країни — Алжирська Сахара, де на величезних теренах пустелі живе не більш як 2 млн осіб, а густота там не перевищує 1 особу на 1 км². Менша кількість пустельного населення зосереджена в оазах, а близько 1,5 млн осіб залишаються повними або частковими кочовиками.

### Урбанізація
Алжир високоурбанізована країна. Рівень урбанізованості становить 70,7 % населення країни (станом на 2015 рік), темпи зростання частки міського населення — 2,77 % (оцінка тренду за 2010—2015 роки). Міське населення 1950 року в країні становило лише 21 % загальної кількості, а вже 1978 року більшість його проживала в містах (61 %). Головний етап урбанізації припав на середину XX століття, коли лише за період 1954—1966 років частка міського населення збільшилась з ¼ до ⅓.
Головні міста держави: Алжир (столиця) — 2,594 млн осіб, Оран — 858,0 тис. осіб, Константіна — 448 тис. осіб (дані за 2015 рік).

### Міграції
Річний рівень еміграції 2015 року становив 0,92 ‰ (148-ме місце у світі). Цей показник не враховує різниці між законними і незаконними мігрантами, між біженцями, трудовими мігрантами та іншими. Внутрішня міграція населення країни в колоніальний період була пов'язана, головним чином, з витісненням корінного населення з родючих ґрунтів рівнин в посушливі гірські райони. Під час національно-визвольної війни 1954—1962 років відбувалось насильницьке виселення «неблагонадійних» (близько 2,5 млн осіб), масова еміграція до сусідніх Марокко і Тунісу (0,5 млн осіб). Після 1962 року відбувається інтенсивний відтік сільського населення рівнин, пустельних оаз і гірських районів до великих прибережних міст. Населення тільки Алжира наприкінці 1980-х років щорічно зростало на 6—7 %.
Сезонні міграції між гірськими областями, з пустельних районів до прибережної зони здійснюють напівкочові берберські племена і араби-бедуїни.
Через інтенсивне зростання населення країни і відсутність якісних економічних реформ зберігається високий рівень безробіття. Трудова еміграція корінного населення до Європи (Франція) почалася під час Першої світової війни 1914-1918 років і постійно розширювалася. За межами Алжиру живе близько 1 млн алжирців, в тому числі понад 800 тис. у Франції. Річний рівень еміграції 2015 року становив 0,92 ‰ (148-ме місце у світі). Держава заохочує трудову еміграцію, особливо в арабські країни Близького Сходу.
Проблема біженців негативно впливає на соціальний стан суспільства, оскільки постійно в країні перебувають більш як 95 тис. біженців та шукачів притулку (90 тис. осіб з Марокко, і понад 4 тис. з колишньої Палестини).
Алжир — член Міжнародної організації з міграції (IOM).

#### Біженці й вимушені переселенці
Станом на 2015 рік, в країні, поблизу міста Тіндуф, постійно перебуває 90,0 тис. біженців із Західної Сахари. У той самий час у країні присутні внутрішні мігранти, через громадянську війну 1990-х років.

## Етнічний склад
| Етнічний склад (2015 рік) | Етнічний склад (2015 рік) | Етнічний склад (2015 рік) | Етнічний склад (2015 рік) | Етнічний склад (2015 рік) |
| ------------------------- | ------------------------- | ------------------------- | ------------------------- | ------------------------- |
| Етнос:                    |                           |                           | Відсоток:                 |                           |
| араби і бербери           | араби і бербери           |                           | 99%                       | 99%                       |
| європейці                 | європейці                 |                           | 1%                        | 1%                        |

Головні етноси, що складають алжирську націю: араби і бербери (кабіли, шавія, бербери оаз, туареги) — 99 %, французи — 1 %.
З давніх часів територію сучасного Алжиру населяли різні етнічні групи, вона входила до різних держав, імперій. За часів Давнього Єгипту темношкірих мешканців пустелі на захід від долини Нілу називали загальною назвою — «лівійці». В античні часи на теренах північної Сахари відома потужна держава нумідійців — Гарамантида, у той час як на узбережжі панували фінікійці. Після падіння Карфагену внаслідок Пунічних війн, Північна Африка була залучена в орбіту могутньої Римської імперії. На цей час припадає розквіт цього краю, бо він слугував важливою житницею для Риму. Завоювання краю германськими племенами вандалів, що переправились з Піренейського півострова через Гібралтарську протоку поклало край Західній Римській імперії. Недовгий час країна була залучена в орбіту Візантійської імперії.
Арабомовне населення Алжиру походить від розпочатого в VII—VIII століттях перемішування корінних берберських народів з арабськими прибульцями, які асимілювали більшу частину берберів, насадили арабську мову й іслам. До кінця XV століття в багатьох містах Алжиру осіло багато біженців-маврів, що були вигнані з Піренейського півострова під час Реконкісти. Маври з Андалузії та Кастилії довгий час користувались іспанською, а з Каталонії — каталонською мовами, ще у XVII столітті остання була у вжитку серед мешканців Гріш-ель-Веду.
У XVI столітті Алжир був підпорядкований Османській імперії. Станом на 2008 рік в країні проживало від 600 тис. до 2 млн нащадків алжирських турків (араб. أتراك الجزائر), османських чиновників, солдатів та інших, що свого часу прибули зі східних регіонів імперії й одружились з місцевими алжирськими жінками. Таких нащадків змішаних шлюбів називають «кулугліс» (Kouloughlis).
З середини XIX століття Алжир завоювала Франція. У цей час його колонізують французи, іспанці та італійці. Усі європейці Алжиру відомі під збірною назвою «пьє-нуар». Перед початком війни за незалежність вони становили 10 % населення країни, майже всі залишили Алжир під час, або відразу по закінченню війни.

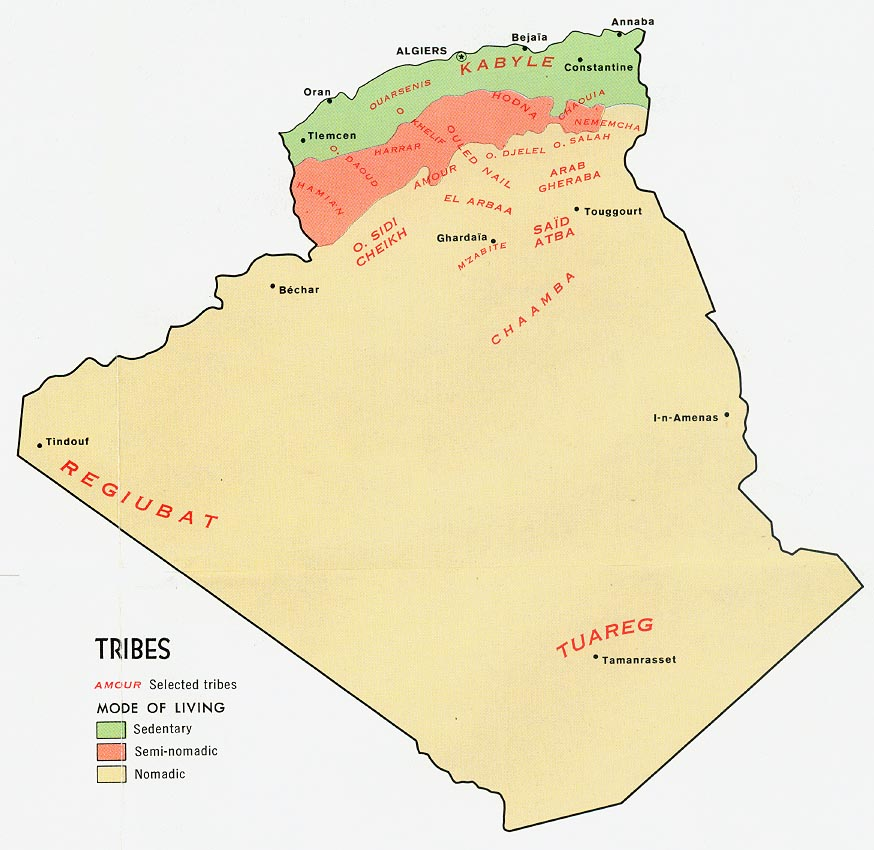
Народи Алжиру, 1891 рік
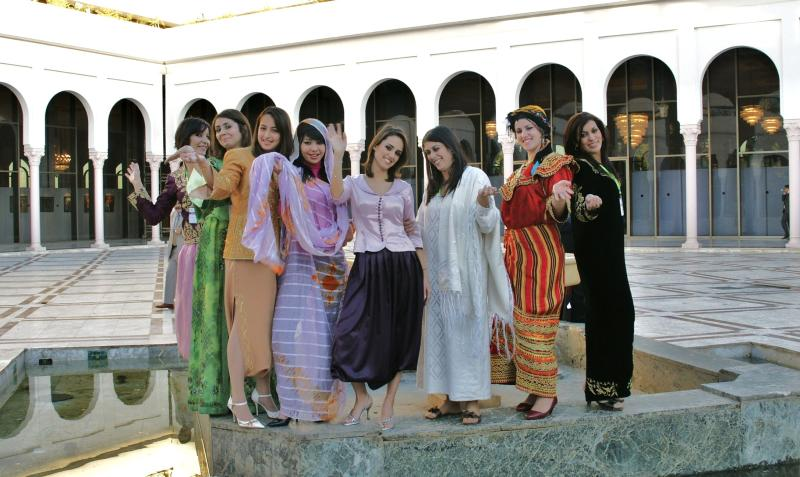
Алжирські жінки в традиційному вбранні
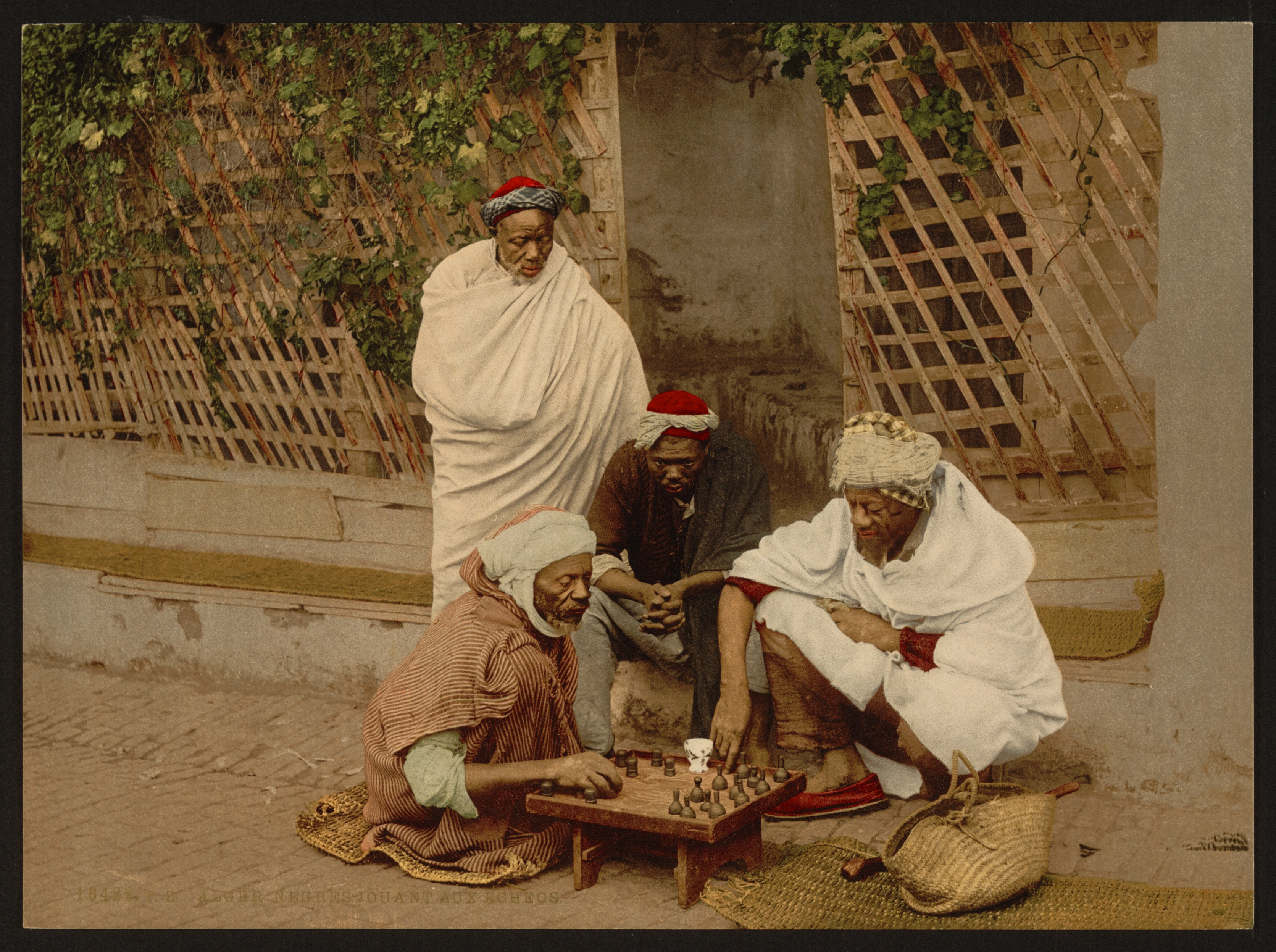
Алжирці грають у шахи, 1899 рік
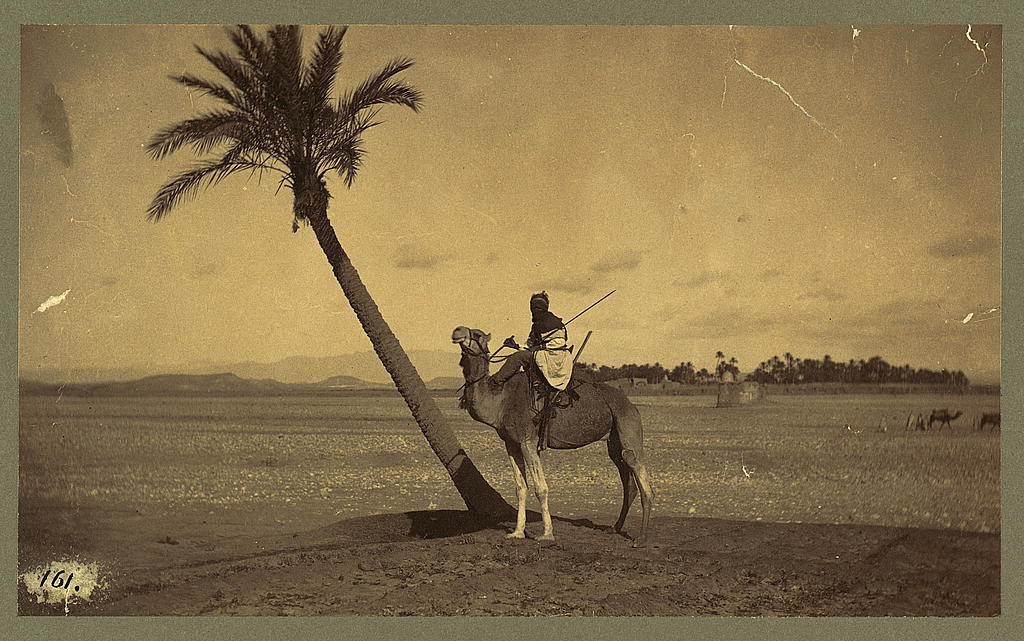
Алжирський бедуїн
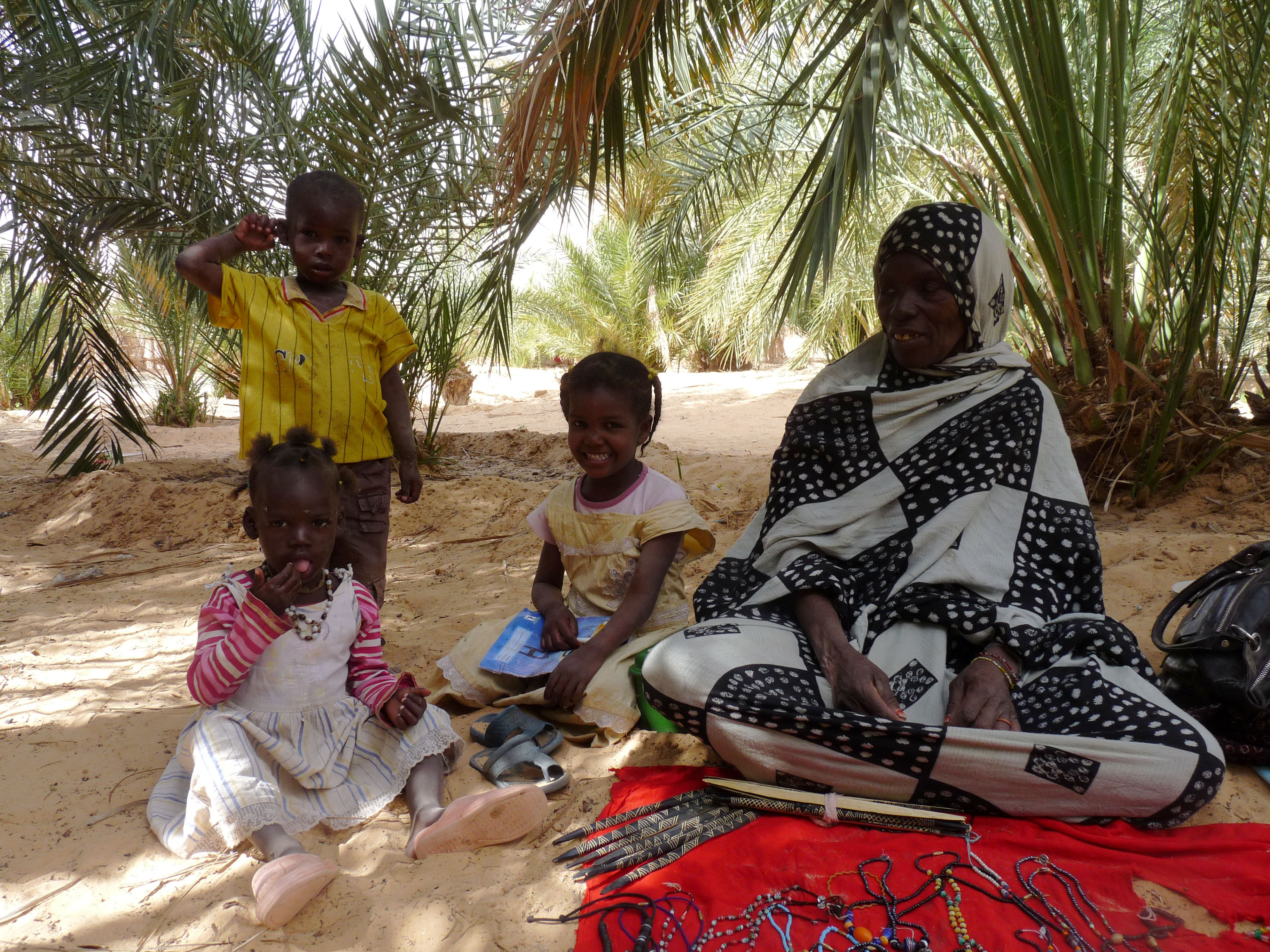
Родина гнауа

Генетичні дослідження Y-хромосомних гаплогрупи останніх років довели більшу подібність генетики місцевих алжирських берберів і арабомовних алжирців, ніж це вважалось донедавна. Це доводить давню автохтонність берберського населення Магрибу і його пізнішу арабізацію вихідцями з Близького Сходу. Гаплогрупа J, що є маркером для близькосхідного населення, зустрічається в популяціях півночі Алжиру у 30 % досліджених і є найпоширенішою, поряд із гаплогрупою E1b1b серед алжирців. Недавні дослідження вказують, що перші носії гаплогрупи J1 Y-хромосоми прибули до Північної Африки приблизно 10 тис. років тому, в неоліті, а гаплогрупа M81/E3b2 є специфічною для даного регіону приблизно від тих самих часів. Це вказує на неолітичну дифузію скотарів з Близького Сходу.
| Популяція  | Nb  | E1a    | E1b1a   | E1b1b1a | E1b1b1b | E1b1b1c | F       | K      | J1      | J2     | R1a    | R1b     | Q      | Дослідження          |
| 1 Оран     | 102 | 0      | 7,,85 % | 5,90 %  | 45,10 % | 0       | 0       | 0      | 22,50 % | 4,90 % | 1 %    | 11,80 % | 1 %    | Робіно, 2008         |
| 2 Алжир    | 35  | 2,85 % | 0       | 11,40 % | 42,85 % | 0       | 11,80 % | 2,85 % | 22,85 % | 5,70 % | 0      | 0       | 0      | Барбара Арреді, 2004 |
| 3 Тізі-Узу | 19  | 0      | 0       | 0       | 47,35 % | 10,50 % | 10,50 % | 0      | 15,80 % | 0      | 0      | 15,80 % | 0      | Барбара Арреді, 2004 |
| Загалом    | 156 | 0,65 % | 5,10 %  | 6,40 %  | 44,90 % | 1,30 %  | 9,58 %  | 0,65 % | 21,80 % | 4,50 % | 0,65 % | 9,60 %  | 0,65 % |                      |

### Бербери
Значна частина алжирців за своїм походженням є не арабами (близько 72,7 %), а берберами (самоназва — амазігхи; слово «бербер» — арабського походження) — кабіли (10,3 %), шавія (3,5 %). Самоідентифікація алжирців як арабів відбувалась на хвилі арабського націоналізму початку XX століття. Групи, які ідентифікують себе як бербери, живуть переважно в гірських районах Кабілії, на схід від міста Алжир. Вони, як і більшість арабів, мусульмани. Бербери робили безуспішні спроби отримати автономію, проте алжирське керівництво вирішило субсидувати лише вивчення берберських мов у школах.

Карта Малої і Великої Кабілії (фр.)
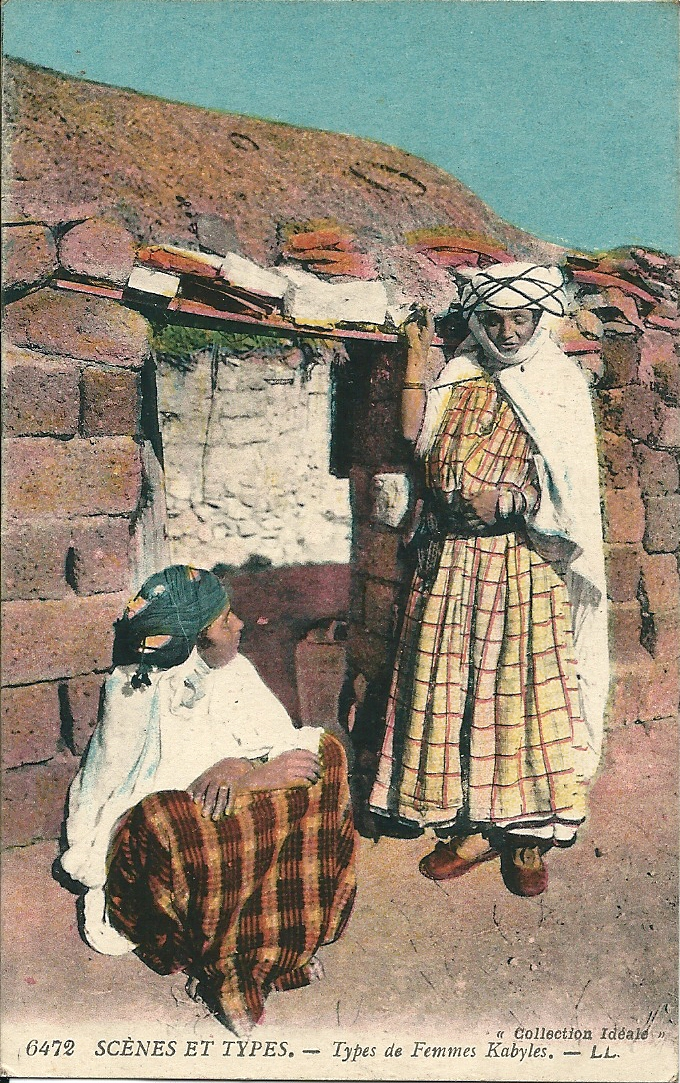
Жінки кабілки
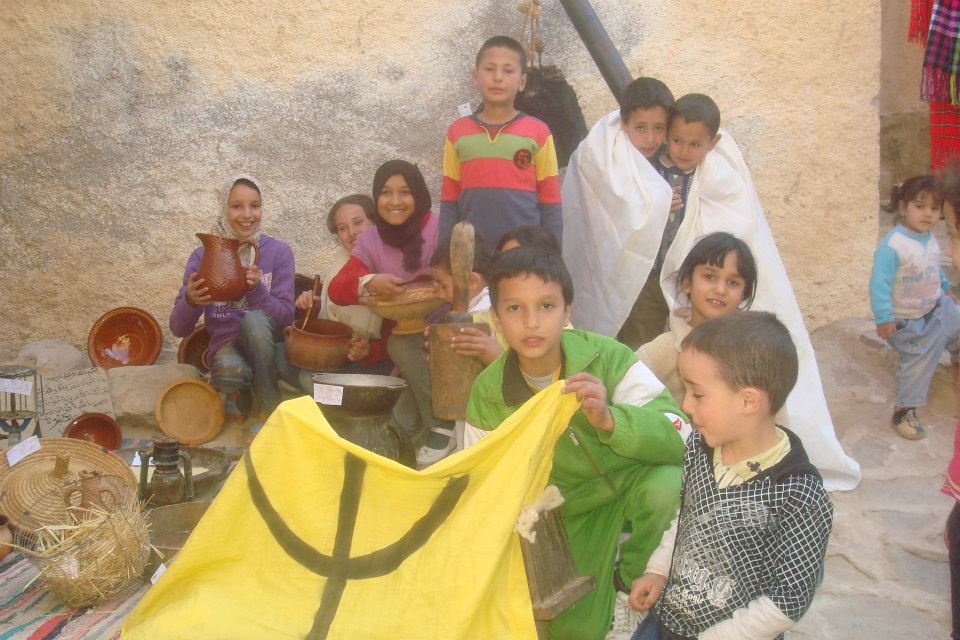
Діти шавія (шауйя)
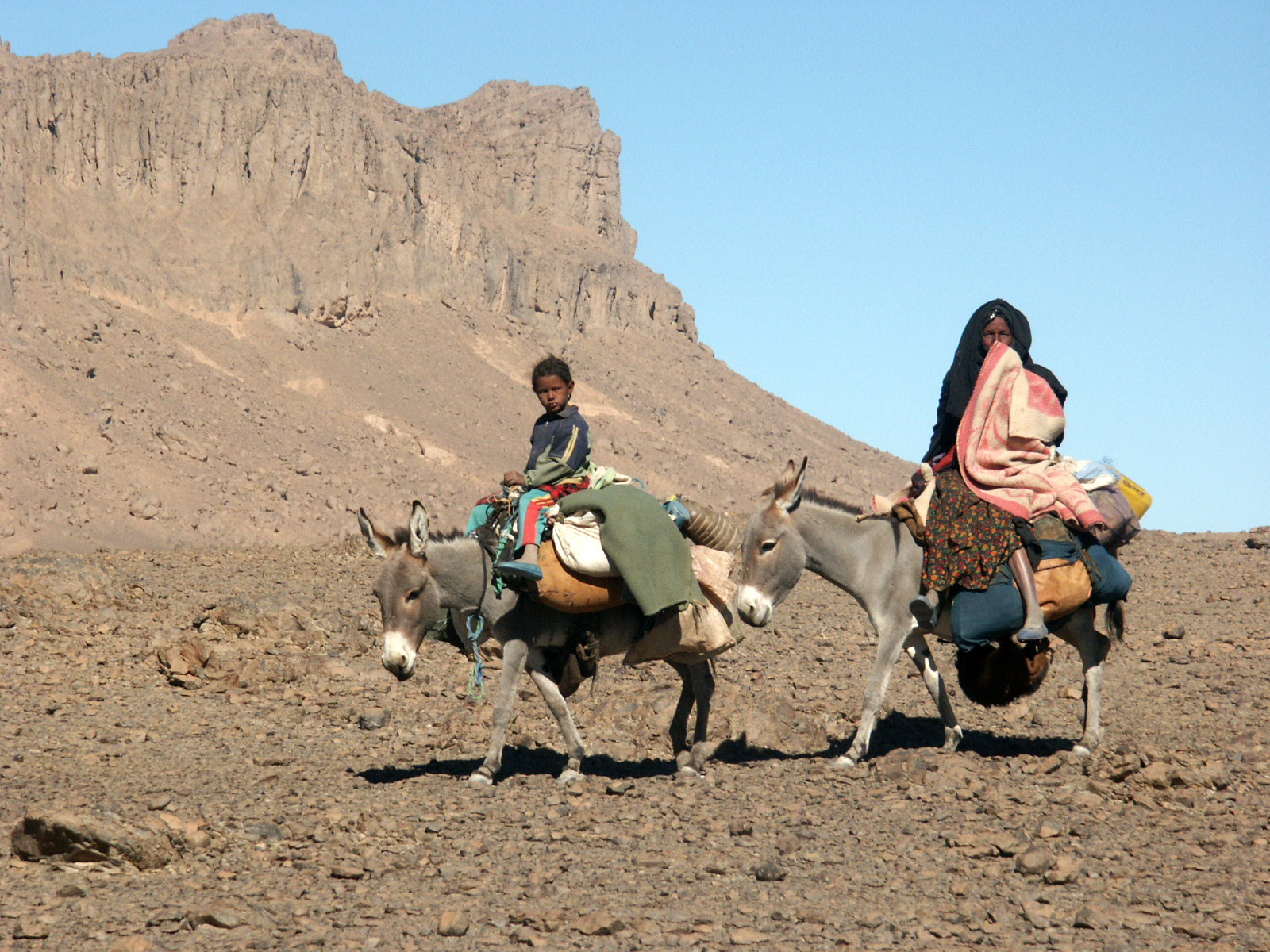
Туареги
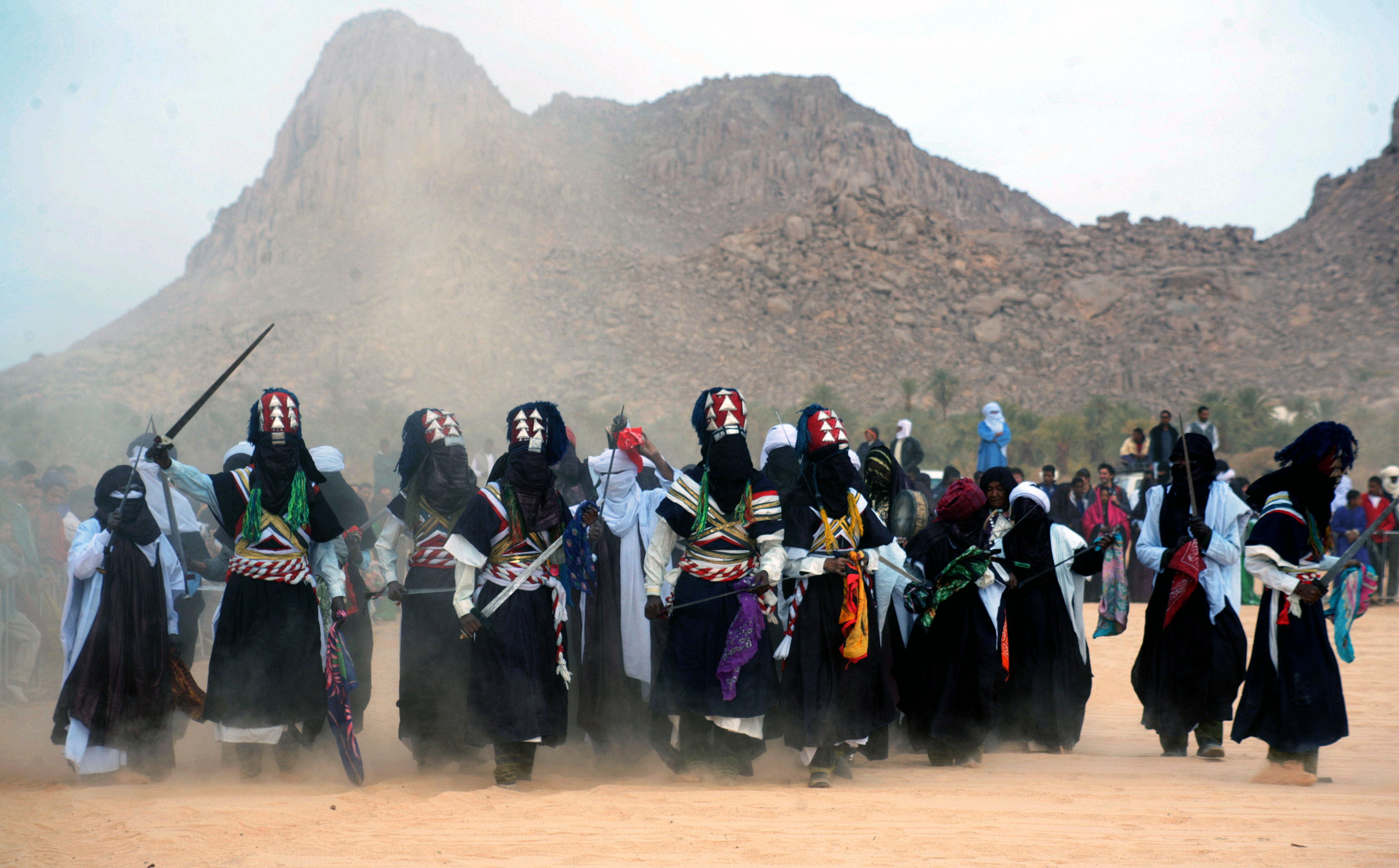
Туареги

### Європейці
Європейці становлять менш як 1 % населення і мешкають виключно в найбільших міських районах. Однак протягом колоніального періоду, ця цифра була значно більшою (15,2 % 1962 року). З 1830 року розпочинається французька колонізація Алжиру, яка тривала до середини XX століття. Європейське населення складається в основному із французів, іспанців у західній частині країни, італійців та мальтійців на сході та інших європейців у ще меншій кількості. Європейські колоністи, відомі як пьє-нуар, були зосереджені на узбережжі та становили більшість населення Орану (60 %) і, в значних пропорціях, інших великих міст, як Алжир чи Аннаба. Майже всі вони залишили країну під час або відразу ж після здобуття Алжиром незалежності від Франції. На початку 1980-х років у країні проживало близько 150 тис. французів.

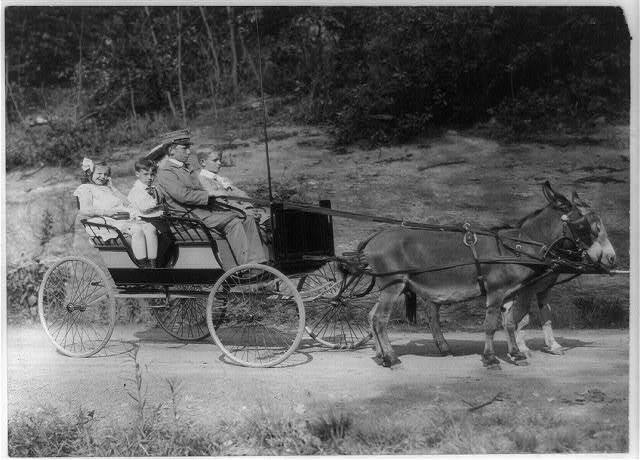
Франкоалжирці, 1905 рік
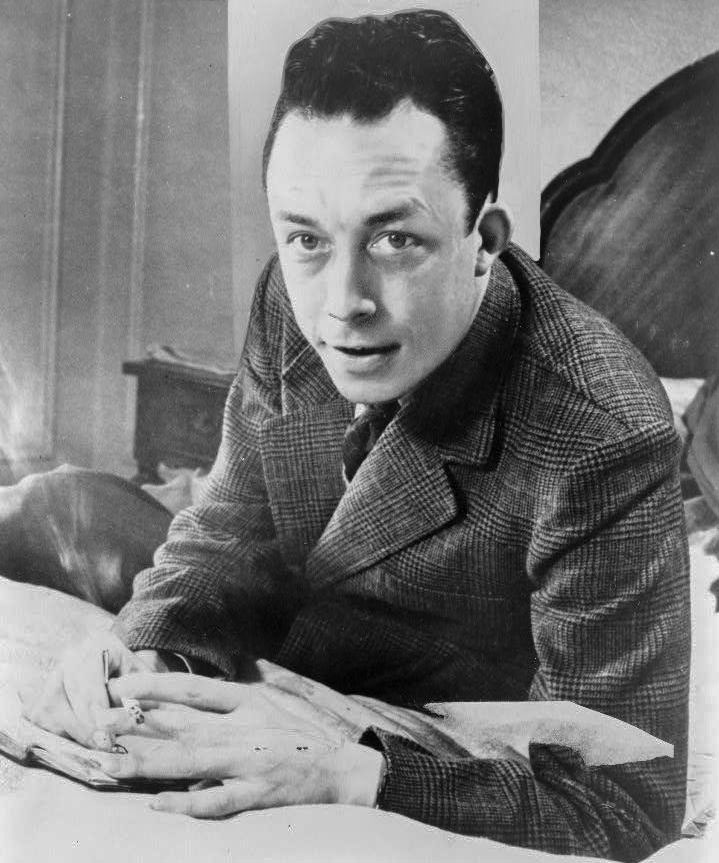
Альбер Камю — франкоалжирець
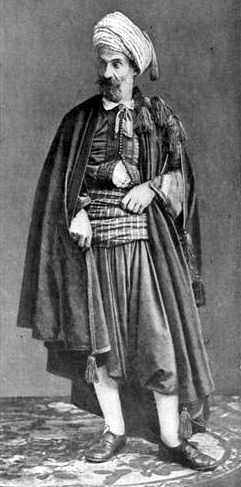
Алжирський єврей, 1902 рік
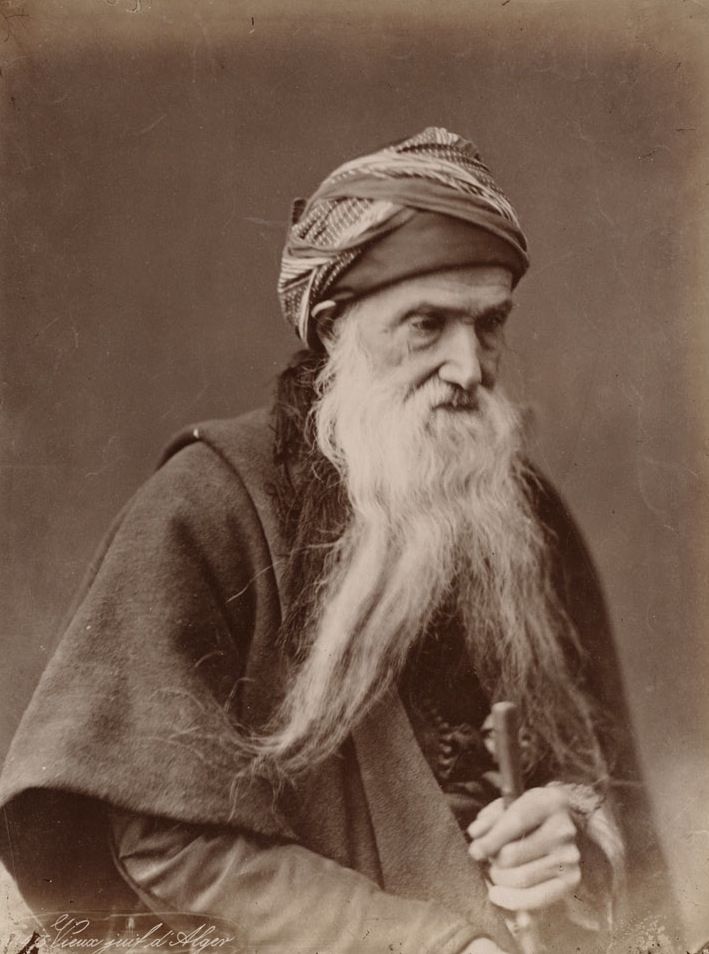
Алжирський єврей, 1892 рік

### Євреї
Значна єврейська громада (140 тис. осіб), після здобуття Алжиром незалежності й прийняття дискримінаційних законів щодо громадянства емігрувала до Франції (90 %) і Ізраїлю (10 %). На початку 1980-х років у країні проживало близько 10 тис. євреїв-сефардів, а на середину 1990-х років — лише 50 осіб.

## Мови
| Мови Алжиру (2015 рік) | Мови Алжиру (2015 рік) | Мови Алжиру (2015 рік) | Мови Алжиру (2015 рік) | Мови Алжиру (2015 рік) |
| ---------------------- | ---------------------- | ---------------------- | ---------------------- | ---------------------- |
| Мова:                  |                        |                        | Відсоток:              |                        |
| арабська               | арабська               |                        | 75%                    | 75%                    |
| французька             | французька             |                        | 70%                    | 70%                    |
| берберські             | берберські             |                        | 33%                    | 33%                    |

Державна мова: арабська і берберська, що закріплено в Конституції держави. У користуванні також французька та інші берберські (амазігхські) мови, які належать до хамітської групи мов. 75 % населення країни розуміє арабську мову, 70 % — французьку, 33 % — берберську, 15 % — англійську, 0,01 % — мову кваранджі (південь країни). Загалом населення країни в побуті широко використовує суміш арабської, берберської і французької мов.

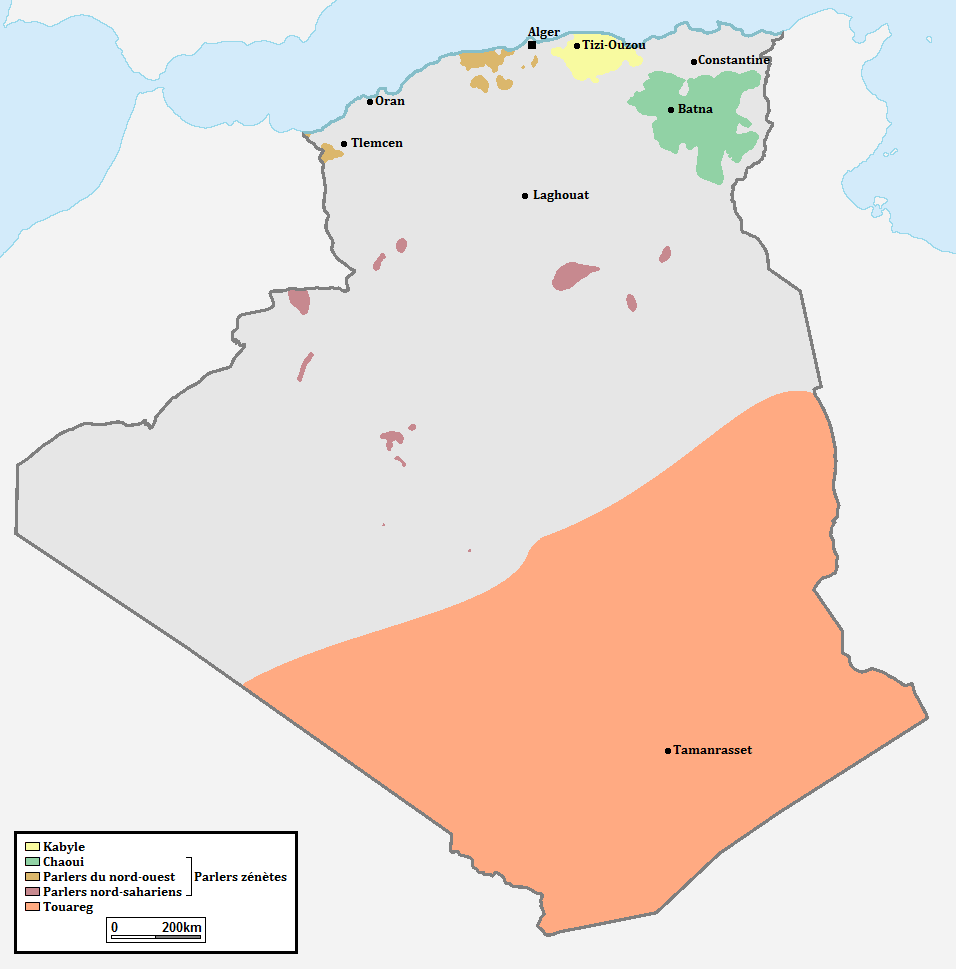
Берберські мови Алжиру (англ.)
Поширення північних берберських діалектів (укр.)
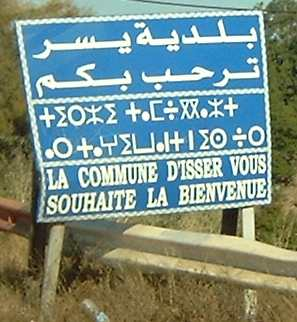
Тримовний дорожній знак

### Арабська мова
Арабською користуються, як рідною мовою 69 % населення, з них понад 65 % говорять на алжирському діалекті і близько 11 % на діалекті хасанія. Арабська мова використовується як друга мова в багатьох берберів Алжиру. Разом з тим, в засобах масової інформації та на офіційних заходах використовується завжди арабська літературна.
Усі алжирські діалекти є насправді арабсько-берберською сумішшю, при цьому ніхто не говорить чистою арабською або чисто берберською мовами, але це зовсім не відображає реальне походження алжирців, які в основному також змішаного походження, берберів із різним європейським та близькосхідним населенням, яке вторгалося чи переселялося до північно-західної частини Африки в різні періоди історії і змішувались з попередніми мешканцями. До цих груп входять єгиптяни, фінікійці, греки, римляни, вандали, араби, турки, тому алжирська мова не має ніяких ознак однотипно-морфологічного походження тих, хто говорить на ній.

### Берберські мови
Бербери говорять на різних діалектах амазігхту, яким володіють приблизно 45 % населення країни. Мова амазігхт була визнана як національна мова нарівні з арабською. До цієї групи мов відносяться також кабільська, шавія, шенуа, мзаб, тамахак.

### Французька мова
Алжир є другою франкофонною країною світу за кількістю носіїв мови, хоча сама мова не має офіційного статусу. Станом на 2008 рік 11,2 млн алжирців здатні писати й читати французькою. Французьку, як і раніше, найбільш широко вивчають як іноземну мову в країні, багато алжирців вільно розмовляють нею, хоча, як правило, не використовують виключно її в побуті. З часу незалежності уряд Алжиру проводить політику мовної арабізації освіти й бюрократії, з деяким успіхом, хоча у багатьох університетах продовжують навчання французькою мовою. Останнім часом у школах почали включати французьку до навчальних програм початкової школи, її починають викладати, як тільки діти опановують арабську мову. Французьку мову також використовують у засобах масової інформації, в урядових організаціях та торгівлі.

## Релігії
| Релігії в Алжирі (2010, Pew Research Center) | Релігії в Алжирі (2010, Pew Research Center) | Релігії в Алжирі (2010, Pew Research Center) | Релігії в Алжирі (2010, Pew Research Center) | Релігії в Алжирі (2010, Pew Research Center) |
| -------------------------------------------- | -------------------------------------------- | -------------------------------------------- | -------------------------------------------- | -------------------------------------------- |
| віросповідання                               |                                              |                                              | відсоток                                     |                                              |
| мусульмани                                   | мусульмани                                   |                                              | 98%                                          | 98%                                          |
| християни                                    | християни                                    |                                              | 1%                                           | 1%                                           |
| інші                                         | інші                                         |                                              | 0.4%                                         | 0.4%                                         |

Головні релігії держави: іслам сунітського толку — 99 % населення, католицизм і протестантизм — 1 %. Територія сучасного північного Алжиру була важливою християнською землею 2 тис. років тому, за часів Римської імперії. Під час переселення германських племен на північ Африки (вандали), християнство не зазнало занепаду, оскільки останні були послідовниками віри Христової. Ненадовго, у VI—VII століттях ці землі входили до орбіти впливу Візантійської імперії, після чого були завойовані арабами, увійшли до Арабського халіфату і підпали під вплив ісламу. Значного відродження католицька церква в Алжирі зазнала через тисячу років, за часів французької колоніальної експансії XIX століття. До початку арабських завоювань бербери гір і пустель дотримувались власних місцевих вірувань і звичаїв.

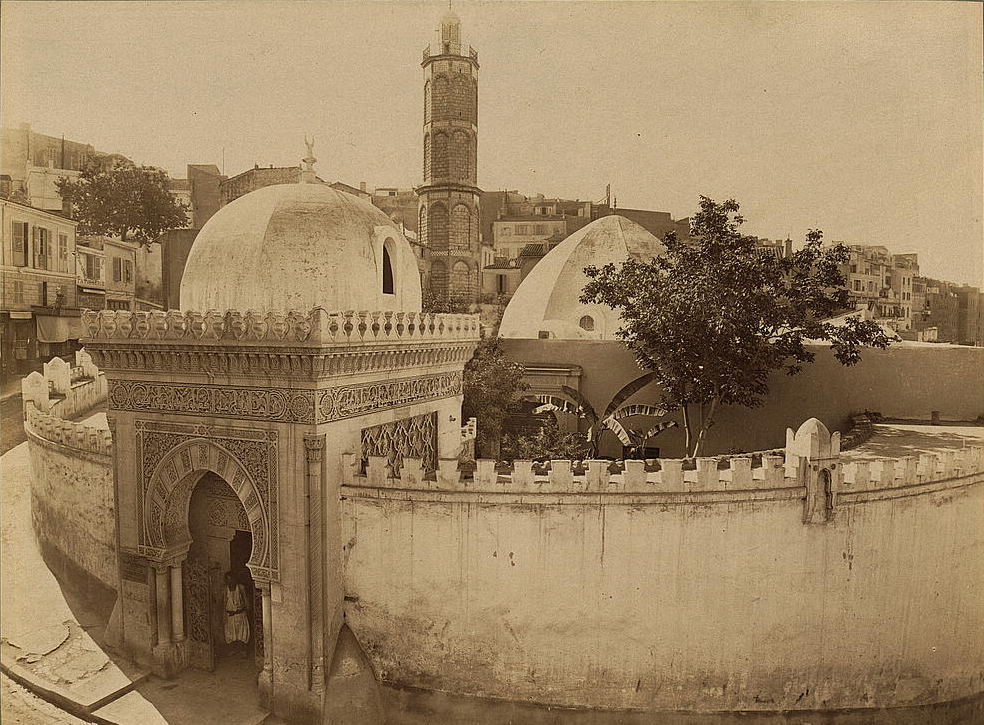
Мечеть паші в Орані
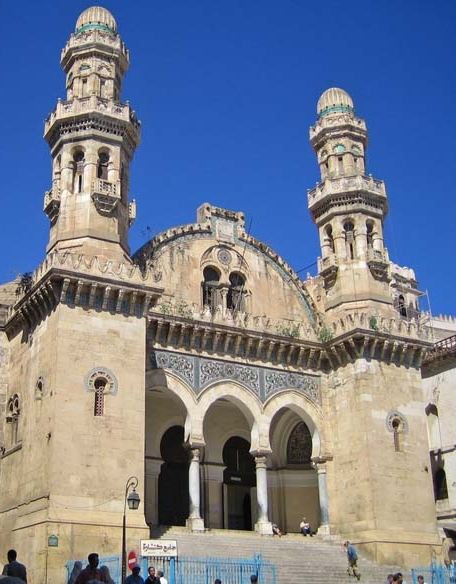
Мечеть Кетшава в Алжирі
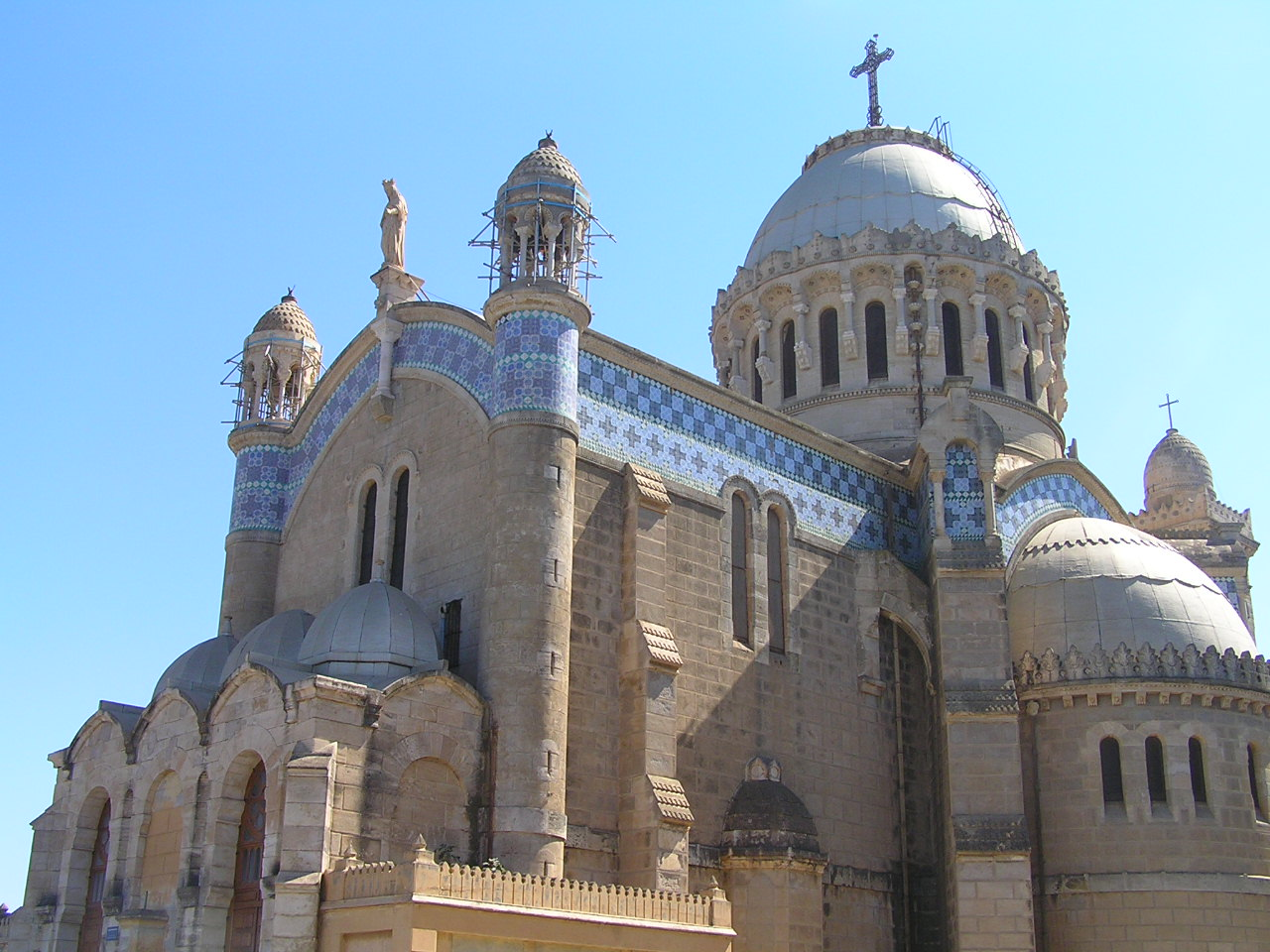
Католицький собор Африканської Богоматері в Алжирі
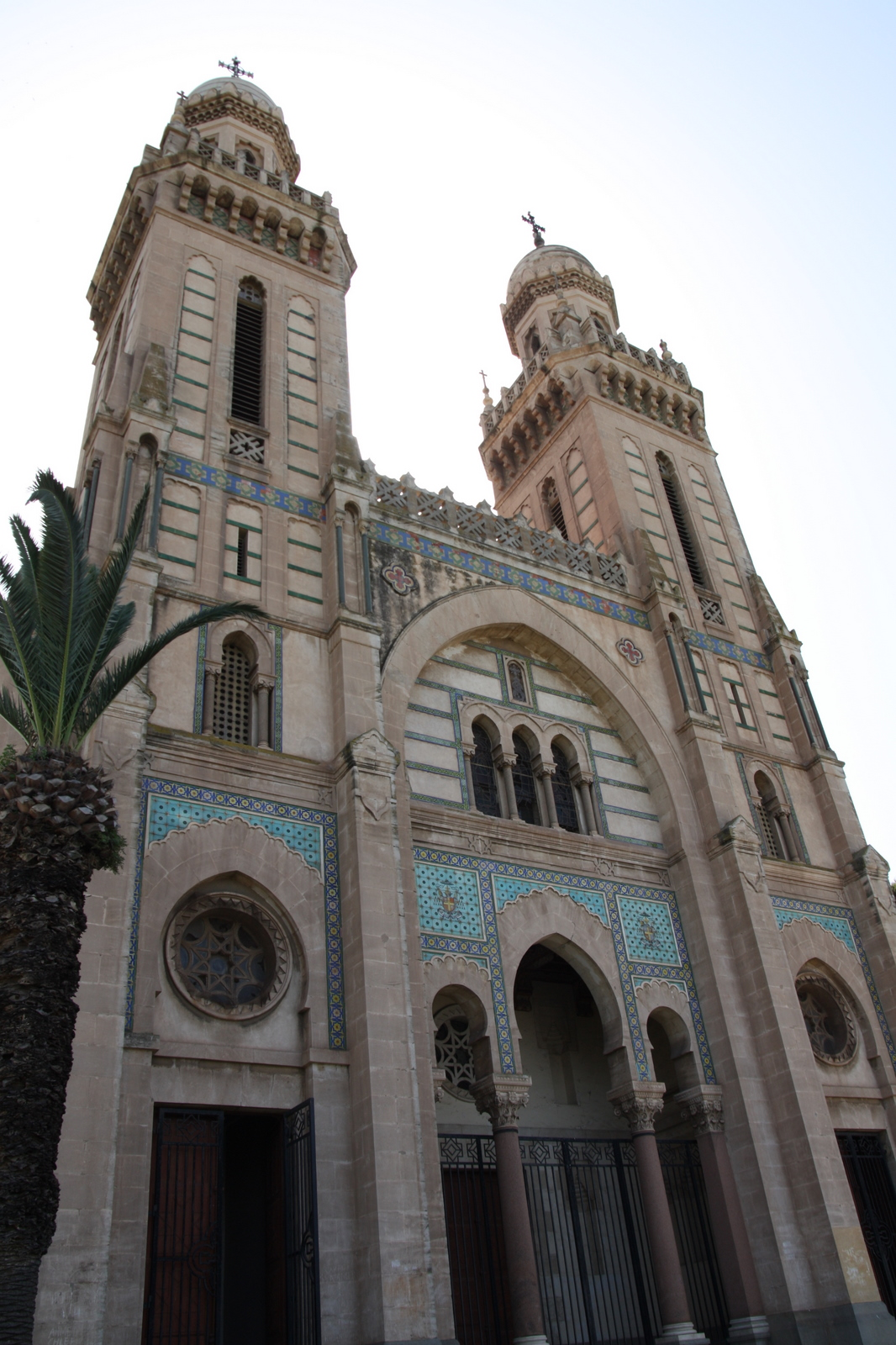
Католицький собор Святого Августина в Аннабі
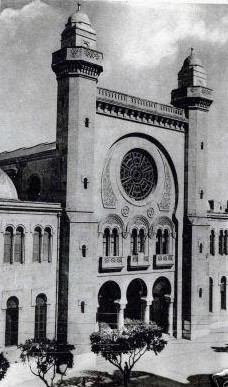
Колишня Велика синагога в Орані

### Іслам
Майже всі мусульмани належать до сунітської гілки ісламу, за винятком близько 150—200 тис. ібадитів в оазі Мзаб в регіоні Гардая. Присутні також, у незначній кількості, шиїти.

### Християнство
У Алжирі проживають близько 200—250 тис. християн, в тому числі 45 тис. католиків та 150—200 тис. протестантів, переважно п'ятидесятників. Дослідження 2015 року стверджують, що приблизно 380 тис. мусульман в країні було звернено до християнства.

### Юдаїзм
Доволі значною була єврейська громада, 140 тис. осіб. Після здобуття Алжиром незалежності й ухвалення 1963 року нового закону про громадянство, згідно з яким громадянство набувають тільки особи, батько або дід яких сповідували іслам. Більша частина юдеїв з 130 тис. громади емігрувала до Франції (90 %) та Ізраїлю (10 %), де вони отримали громадянство. Марокканські євреї, євреї долини Мзаб та міста Константіна через утиски, підвищені податки й перетворення синагог на мечеті, з часом теж емігрували до Ізраїлю. До 1969 року в країні залишалось приблизно 1 тис. євреїв, а на середину 1990-х років — лише 50 осіб.

## Освіта
Рівень письменності 2015 року становив 80,2 %, 87,2 % — серед чоловіків, 73,1 % — серед жінок. Грамотність 2003 року становила 70 %: 79 % — серед чоловіків, 61 % — серед жінок. 1976 року неписьменні становили 60 % корінного населення Алжиру, цього ж року запроваджено обов'язкову 9-річну освіту для дітей у віці від 6 до 15 років. Витрати на освіту 2008 року становили 4,3 % ВВП країни (97-ме місце у світі). 1997 року рівень витрат на освіту становив 5,7 % національного ВВП та 27 % в структурі громадських видатків державного бюджету. Попри виділення значних державних коштів, перенаселення і серйозний брак вчителів чинять сильний тиск на освітню систему. Протягом 1990-х років у країні прокотилась хвиля терористичних актів, спрямованих на державні секуляризовані заклади освіти. 2000 року уряд держави почав серйозний перегляд системи освіти.
Освітня система Алжиру схожа з французькою (це пов'язане колишньою французькою окупацією країни), але з часом потреба кваліфікованої робочої сили змусила колонізаторів запровадити систему освіти для місцевого населення. Із здобуттям незалежності алжирці продовжили (навіть наростили) свої здобутки в культурній сфері й особливо в освіті. Тепер в алжирських школах вивчають як арабську, так і французьку мови, при цьому вивчення державної арабської мови є обов'язковим.
Середня тривалість освіти становить 14 років, для хлопців — до 14 років, для дівчат — до 15 років (станом на 2011 рік).

### Середня і професійна
Алжирський шкільна система складається з основної, загальної середньої і професійної середньої освіти:
- Основна-фундаментальна школа (фр. Ecole fondamentale School) для дітей віком від 6 до 15 років. Тривалість програми: 9 років. По закінченні видається диплом, випускне свідоцтво: грамота «Енсігмент мойен БЕМ» (фр. Certificate Brevet d'Enseignement Moyen BEM).
- Загальна-середня освіта — школа Генерального викладання (фр. Lycée d'Enseignement général-School of General Teaching), школа-ліцей загального призначення (фр. lycées polyvalents) для підлітків віком від 15 до 18 років. Тривалість програми: 3 роки. По закінченні видається диплом, випускне свідоцтво: ступінь бакалавра середньої школи (фр. Baccalauréat de l'Enseignement secondaire — Bachelor's Degree of Secondary School).
- Професійна освіта — Технічна школа (фр. Lycées d'Enseignement technique — Technical School). Тривалість програми: 3 роки. По закінченні видається диплом, випускне свідоцтво: ступінь бакалавра з техніки (фр. Baccalauréat technique — Technical Bachelor's Degree).

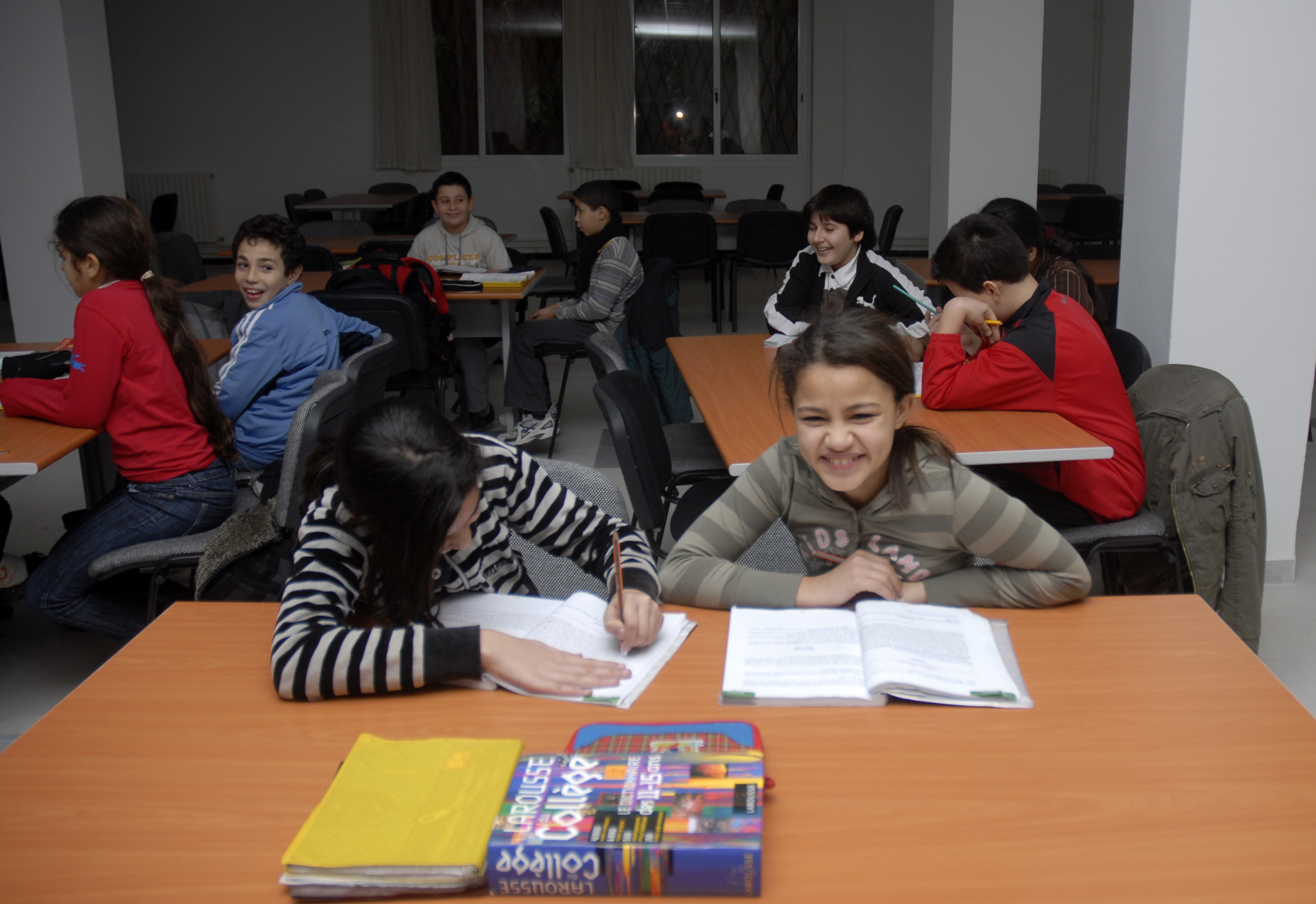
Заняття в алжирській школі
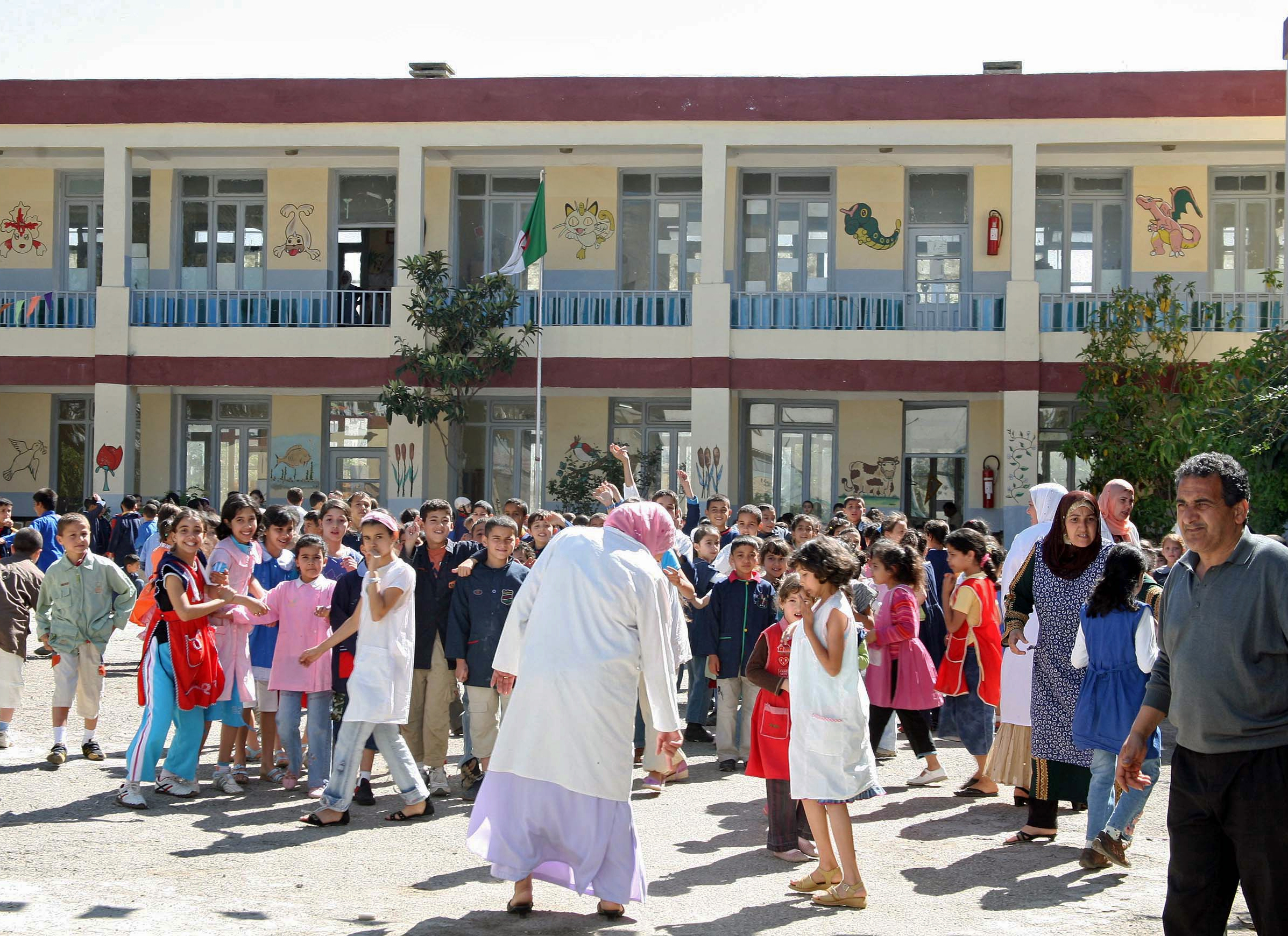
Шкільний ґанок
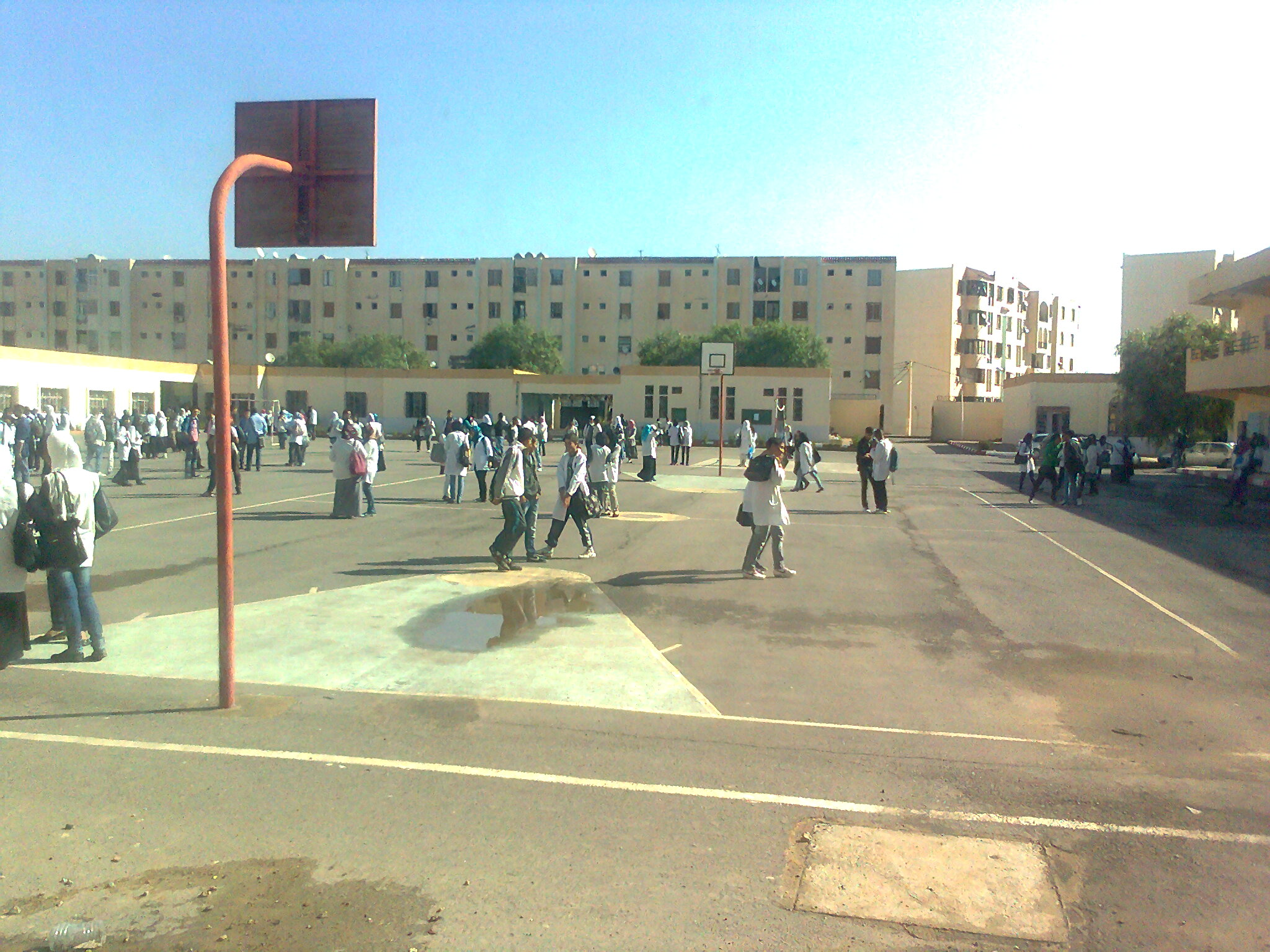
Спортивний майданчик

1995 року всі алжирські діти вчилися в державних початкових школах, а 62 % дітей відповідного віку — в системі загальної середньої освіти.

### Вища
В Алжирі діють 43 вищі навчальні заклади, 10 коледжів і 7 інститутів системи вищої освіти. Університет в Алжирі (заснований 1879 року) налічує близько 26 тис. студентів. Університети діють також в Орані та Константіні, Національна політехнічна школа в Алжирі. За допомогою СРСР свого часу створили ряд інститутів і технікумів для забезпечення кваліфікованими кадрами гірничо- й нафтовидобувної галузі в Бу-Мердасі, машинобудування в Аннабі.
1994—1995 навчального року в університетах країни навчалося понад 107 тисяч студентів. 2006 року в професійних і вищих навчальних закладах навчалось 380 тис. студентів. Невелика кількість алжирських студентів вчитися за кордоном, насамперед у Франції і франкомовних регіонах Канади.

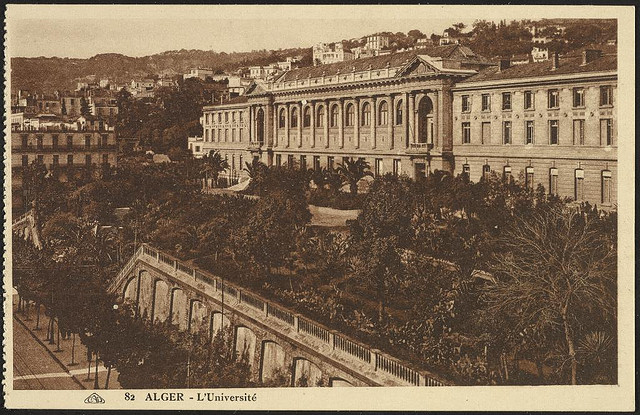
Університет Алжиру
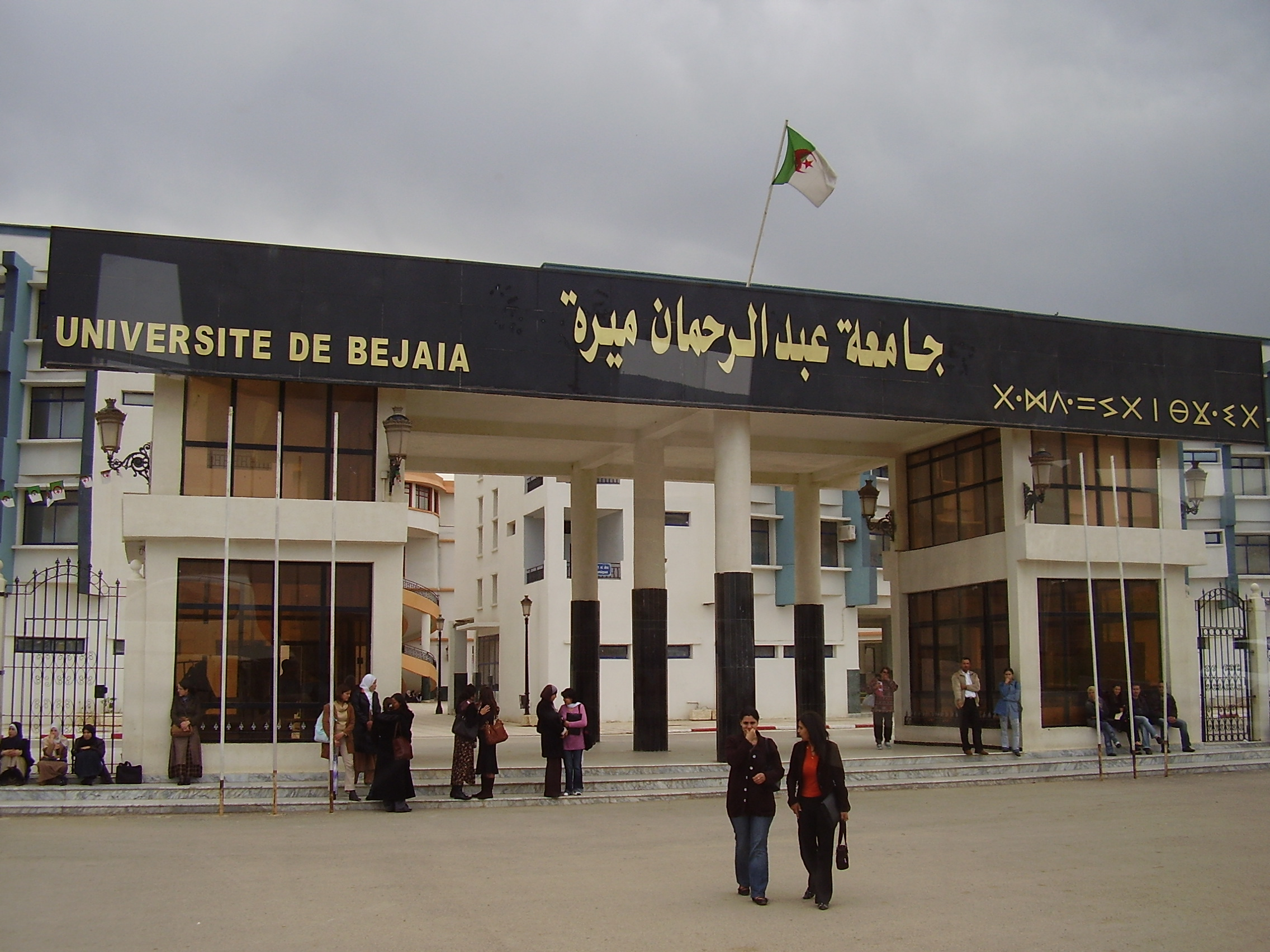
Університет у Беджаї
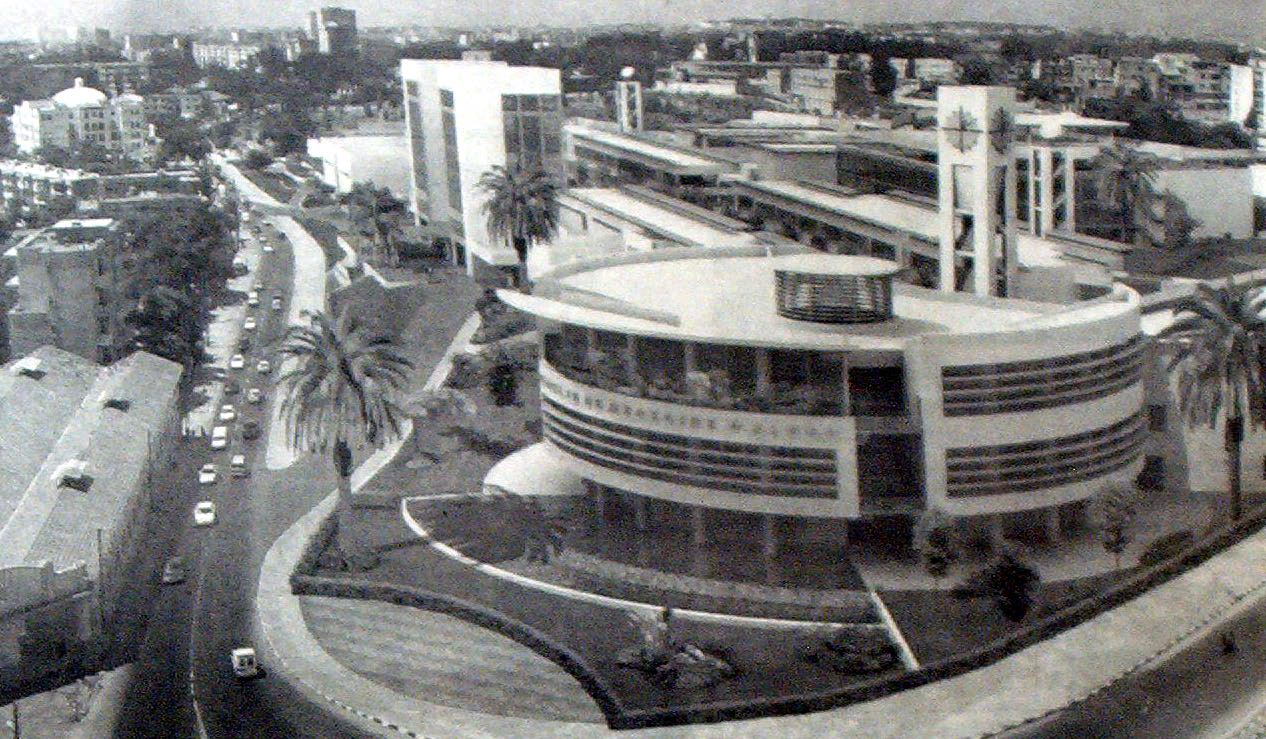
Вища медична школа
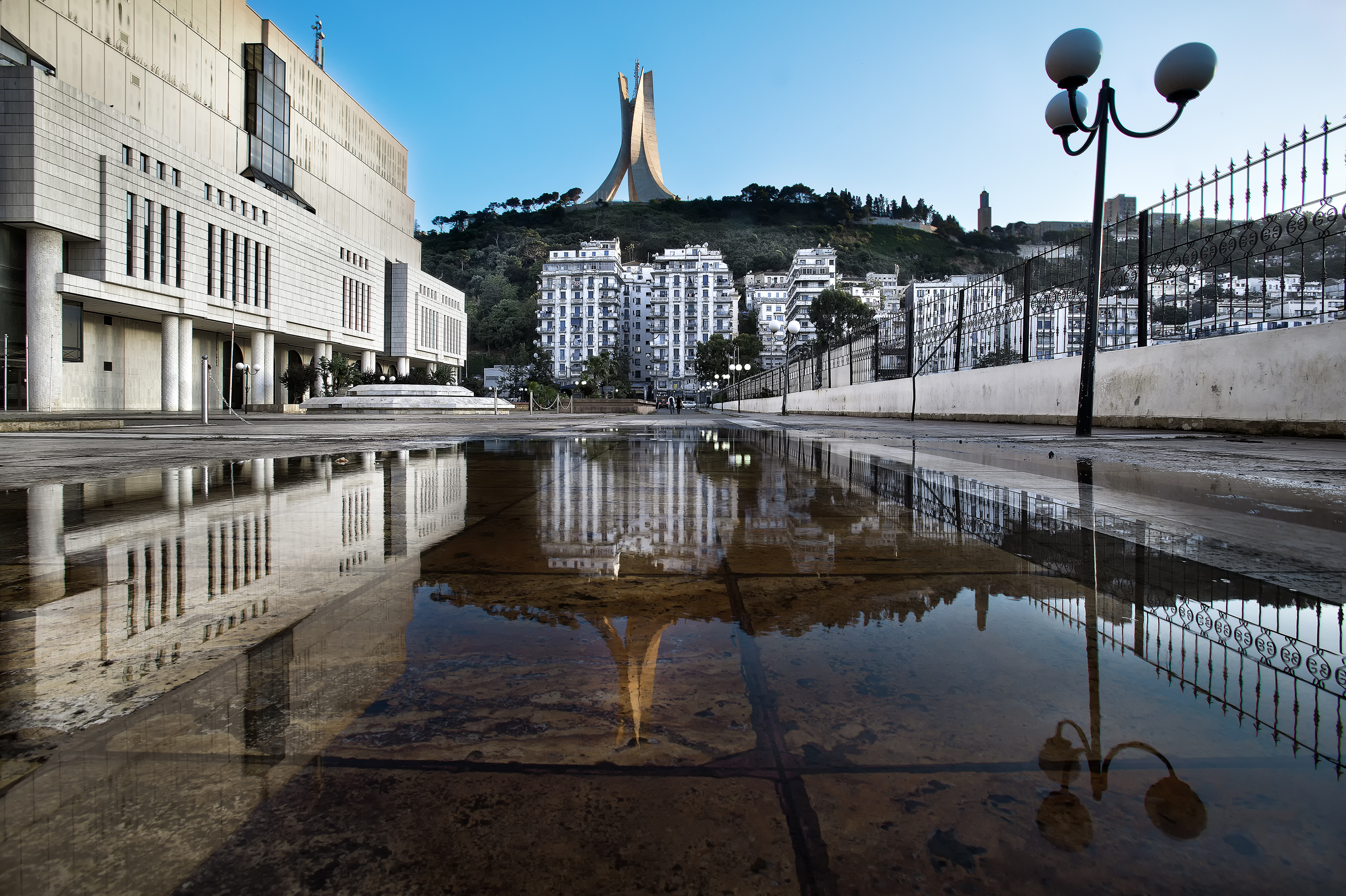
Національна бібліотека Алжиру (ліворуч)
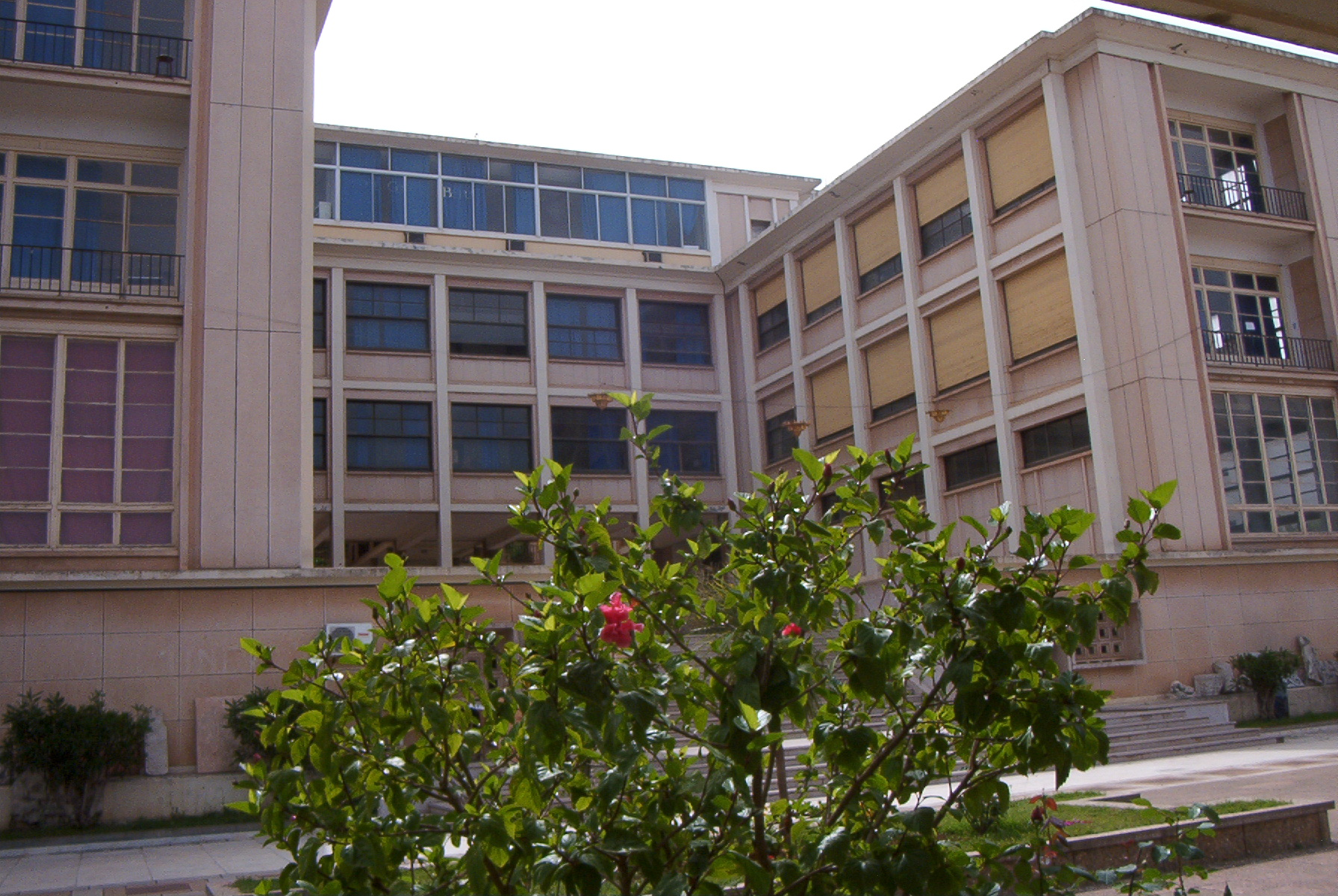
Вища школа образотворчих мистецтв

У містах Алжир, Тлемсен і Константіна працюють середні духовні мусульманські школи — медресе.
Найбільші бібліотеки — Національна і університетська в Алжирі.

## Охорона здоров'я
У країні запроваджено базове безплатне медичне обслуговування. Забезпеченість лікарями 2007 року становила 1,21 лікаря на 1000 осіб. 1977 року число лікарняних ліжок на 1000 осіб становило 2,6, а 1996 року — 2,5; на 1 лікаря припадало 1250 осіб, а 1996 року — 2322 жителі. До 2009 року ситуація значно погіршилась (1 лікар на 4836 мешканців), зубних лікарів — 1 на 511 мешканців, акушерок — 1 на 711 мешканців.
1955 року в Алжирі було 158 лікарень на 33 338 ліжок (3,4 ліжка на 1 тис. мешканців): 147 загального профілю (з них 12 військових на 4821 ліжко), 7 тубдиспансерів на 1399 ліжок, 2 дитячі лікарні на 506 ліжок, 1 психіатрична, 1 онкологічна.
Витрати на охорону здоров'я 2013 року становили 6,6 % ВВП країни (135-те місце у світі); 2014 року — 7,2 % ВВП (135-те місце у світі).

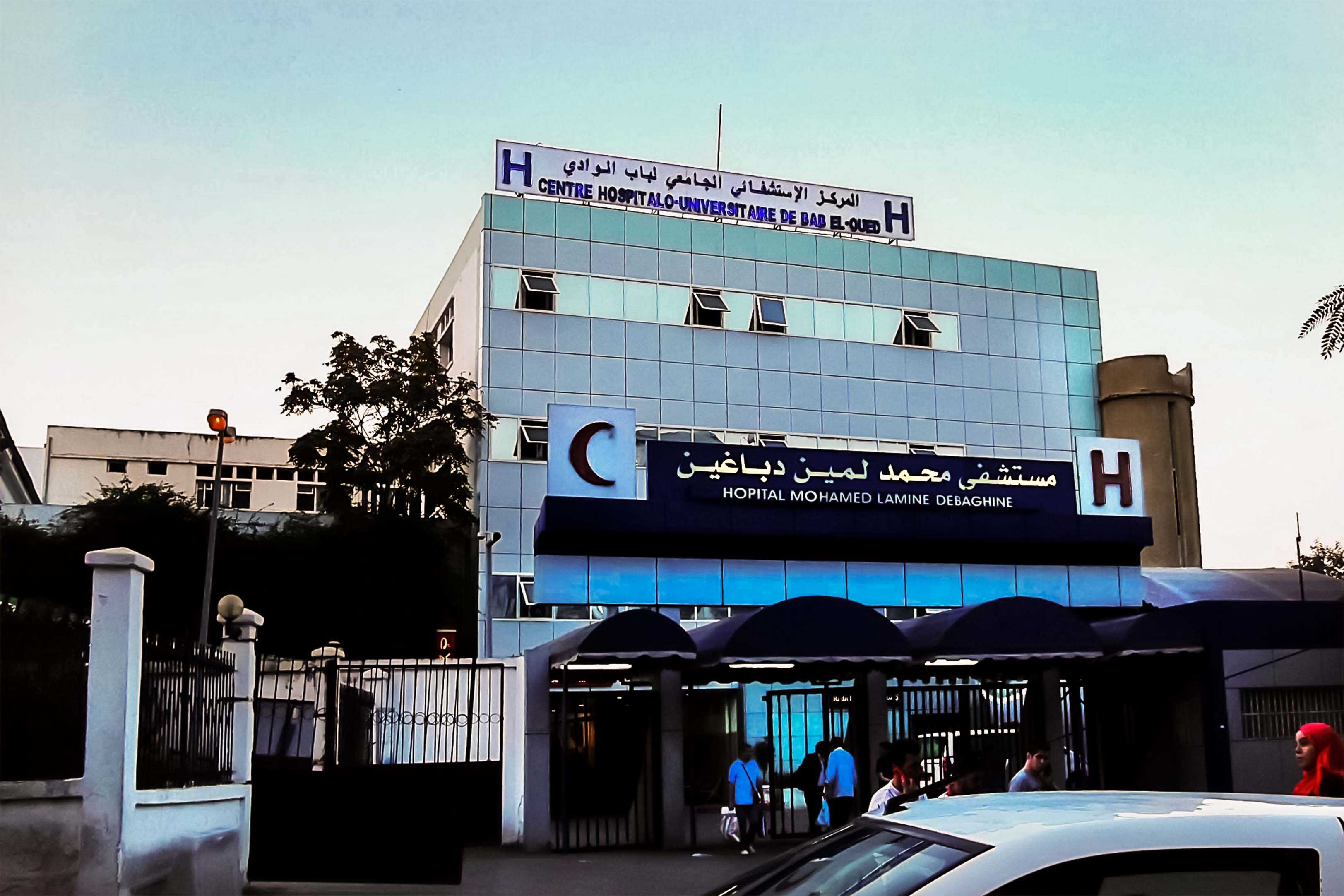
Шпиталь в Ель-Уеді
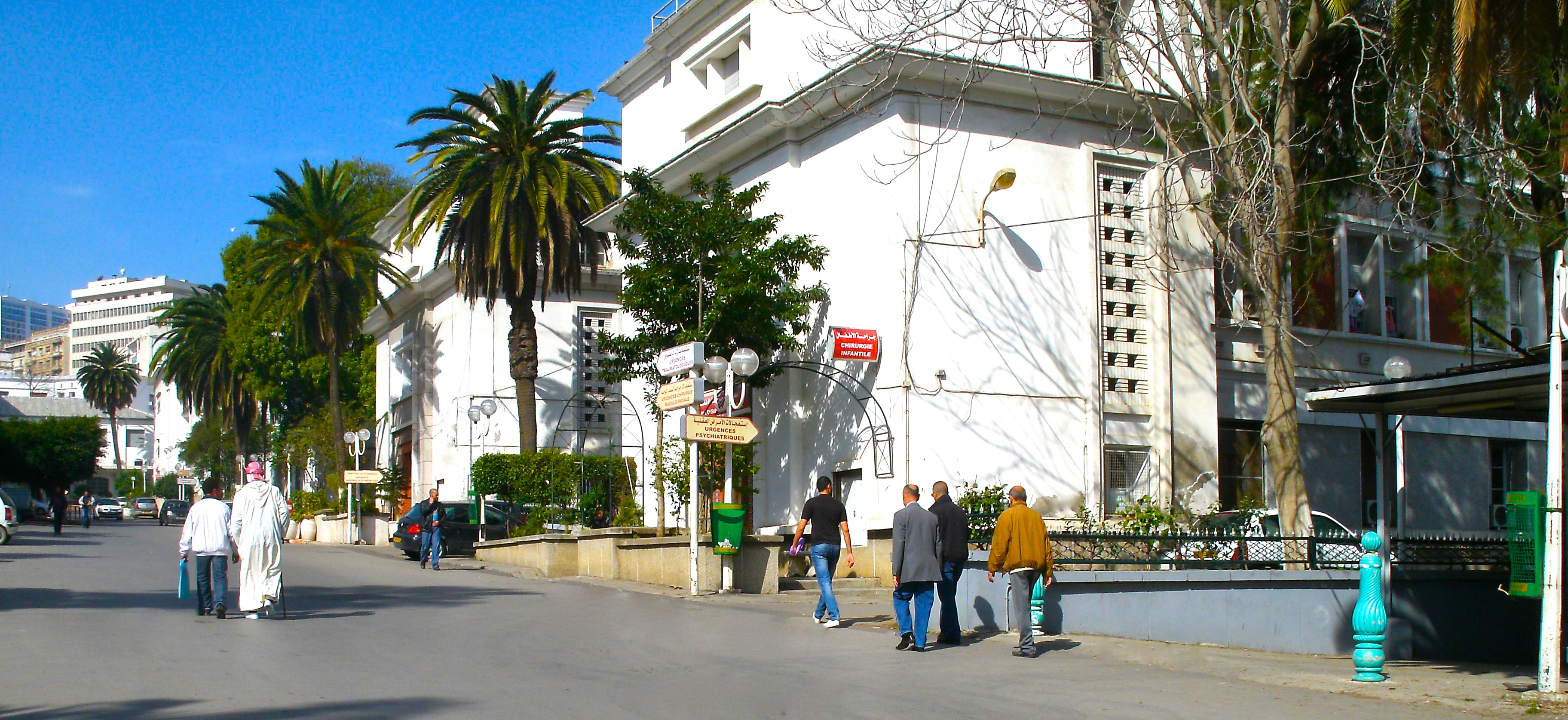
Шпиталь Мусафи-паші
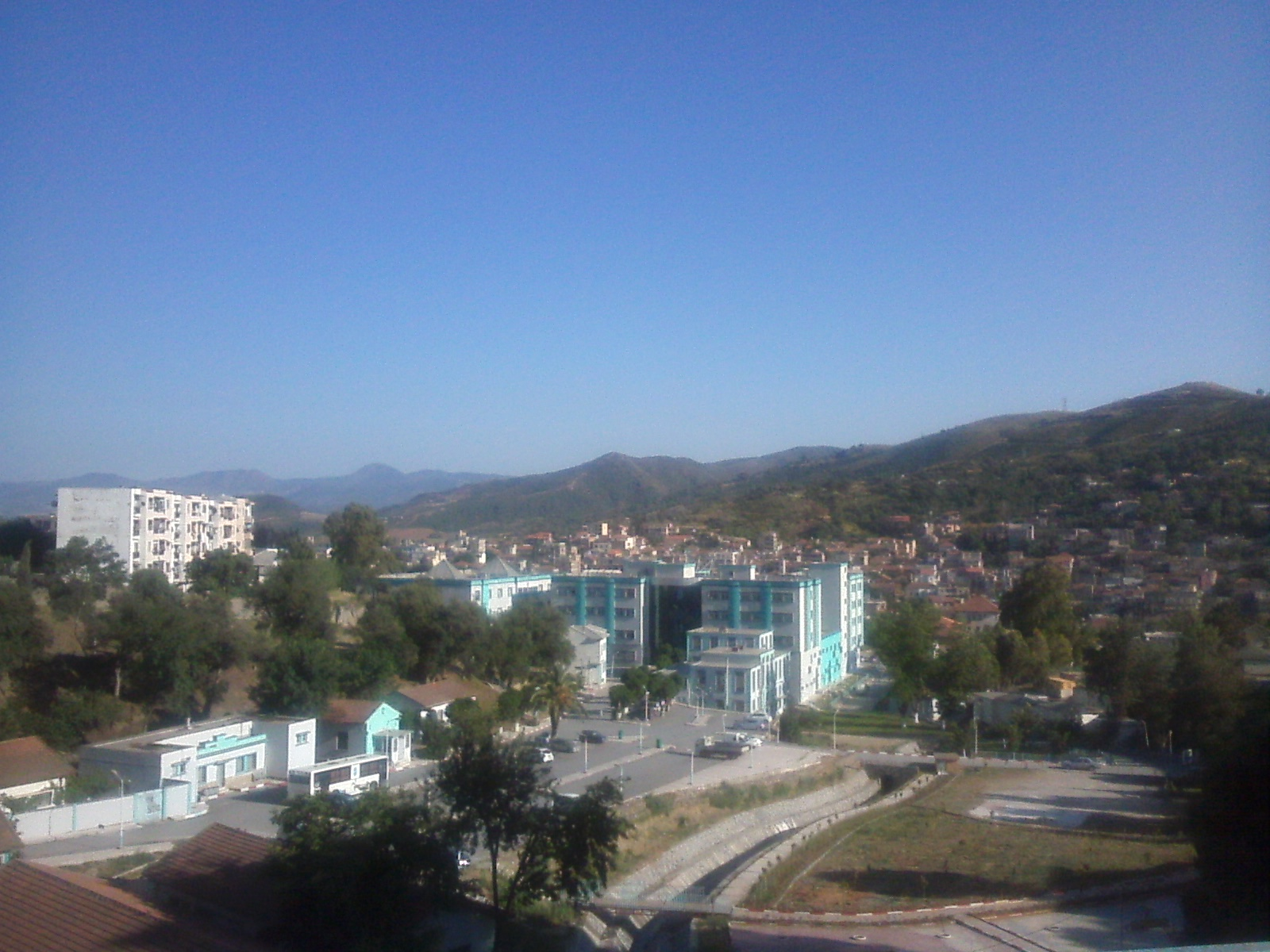
Шпиталь в Тенії

Смертність немовлят до 1 року, станом на 2015 рік, становила 20,98 ‰ (83-тє місце у світі); хлопчиків — 22,7 ‰, дівчаток — 19,18 ‰. Смертність немовлят 1980 року становила 125,0 ‰, 2006 року — 30 ‰ (80-те місце у світі); хлопчиків — 30,86 ‰, дівчаток — 24,45 ‰ (2009). Рівень материнської смертності 2015 року становив 140 випадків на 100 тис. народжень (75-те місце у світі).
Алжир входить до складу ряду міжнародних організацій: Міжнародного руху (ICRM) і Міжнародної федерації товариств Червоного Хреста і Червоного Півмісяця (IFRCS), Дитячого фонду ООН (UNISEF), Всесвітньої організації охорони здоров'я (WHO).
Медичну освіту забезпечує медичний факультет Алжирського університету та його філіали. Традиційно значна частина лікарів країни здобуває освіту у Франції, Росії та Україні.

### Захворювання
2014 року зареєстровано 10,5 тис. хворих на СНІД (92-ге місце у світі), це 0,04 % населення в репродуктивному віці 15—49 років (125-те місце у світі); 2001 року 0,1 % населення (113-те місце у світі). Смертність 2014 року від цієї хвороби становила приблизно 200 осіб (101-ше місце у світі).
За серйозністю інфекційних захворювань — середній ступінь небезпеки. Проблеми з продовольством і водою та захворюваннями пов'язаними з ними: бактеріальна діарея, гепатит А та черевний тиф.
Частка дорослого населення з високим індексом маси тіла 2014 року становила 23,6 % (116-те місце у світі); частка дітей віком до 5 років зі зниженою масою тіла становила 3 % (оцінка на 2013 рік). Ця статистика показує як власне стан харчування, так і наявну/гіпотетичну поширеність різних захворювань.

### Санітарія
Доступ до облаштованих джерел питної води 2015 року мало 84,3 % населення в містах і 81,8 % в сільській місцевості; загалом 83,6 % населення країни. Відсоток забезпеченості населення доступом до облаштованого водовідведення (каналізація, септик): в містах — 89,8 %, в сільській місцевості — 82,2 %, загалом по країні — 87,6 % (станом на 2015 рік). Споживання прісної води, станом на 2005 рік, дорівнює 5,72 км³ на рік, або 182 тонни на одного мешканця на рік: з яких 26 % припадає на побутові, 16 % — на промислові, 58 % — на сільськогосподарські потреби.

## Соціальна політика

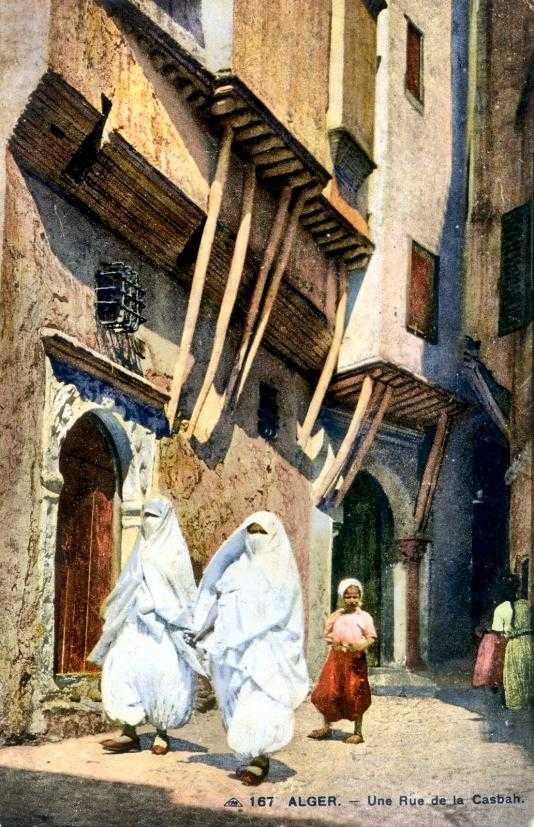
Алжир 1950 року

Спеціальної демографічної політики в державі не проводиться. Функціонує близько 350 стаціонарних відділень служби охорони материнства і дитинства. П'ятирічні плани економічного розвитку Алжиру передбачають проведення активної політики територіального перерозподілу населення на основі децентралізації промисловості, спеціальних програм розвитку найбільш відсталих районів і будівництва сучасної інфраструктури в селах.
Співвідношення осіб, що в економічному плані залежать від інших, до осіб працездатного віку (15—64 роки) загалом становить 52,6 % (станом на 2015 рік): частка дітей — 43,6 %; частка осіб похилого віку — 9,1 %, або 11 потенційно працездатних на 1 пенсіонера. Загалом ці показники характеризують рівень потреби державної допомоги в секторах освіти, охорони здоров'я та пенсійного забезпечення, відповідно. За межею бідності 2006 року перебувало 23 % населення країни. Розподіл доходів домогосподарств у країні виглядає таким чином: нижній дециль — 2,8 %, верхній дециль — 26,8 % (станом на 1995 рік).
В Алжирі виплачують пенсії за віком (з 60 років), по інвалідності та в разі втрати годувальника. Допомога з тимчасової непрацездатності виплачується тільки з 4-го дня хвороби. Жінки отримують допомогу по вагітності та пологах. Передбачена допомога багатодітним сім'ям. Страхові внески робітників і службовців становлять 4,5 % заробітку. Запроваджене законодавство про соціальне забезпечення населення, не поширювалось на працівників, зайнятих в сільському господарстві.
Станом на 2016 рік, в країні 400 тис. осіб не має доступу до електромереж; 99 % населення має доступ, в містах цей показник дорівнює 100 %, у сільській місцевості — 97 %. Рівень проникнення інтернет-технологій середній. Станом на липень 2015 року в країні налічувалось 15,105 млн унікальних інтернет-користувачів (55-те місце у світі), що становило 38,2 % загальної кількості населення країни.
За даними ООН, Алжир має одну з найнижчих ставок у світі за забезпеченням житлової площі, урядові чиновники публічно заявили, що країна має негативне сальдо в розмірі 1,5 млн одиниць житла. Проблема з біженцями лише посилює цю проблему.

### Трудові ресурси
Загальні трудові ресурси 2015 року становили 11,77 млн осіб (48-ме місце у світі). Частка економічно активного населення 2015 року становила 52,6 % загальної кількості. Зайнятість економічно активного населення у господарстві країни розподіляється таким чином: аграрне, лісове і рибне господарства — 10,8 %; промисловість і будівництво — 30,9 %; сфера послуг — 58,4 % (станом на 2011 рік). 304,36 тис. дітей у віці від 5 до 14 років (5 % загальної кількості) 2006 року були залучені до дитячої праці. Безробіття 2015 року дорівнювало 11 % працездатного населення, 2014 року — 10,6 % (127-ме місце у світі); серед молоді у віці 15—24 років ця частка становила 25,3 %, серед юнаків — 22,1 %, серед дівчат — 41,4 % (47-ме місце у світі).
У країні працює близько 35 тис. китайських мігрантів (дані 2015 року).

## Кримінал

### Торгівля людьми
Згідно зі щорічною доповіддю про торгівлю людьми (англ. Trafficking in Persons Report) Управління з моніторингу та боротьби з торгівлею людьми Державного департаменту США, уряд Алжиру не докладає зусиль у боротьбі з явищем примусової праці, сексуальної експлуатації, незаконною торгівлею внутрішніми органами, законодавство не відповідає мінімальним вимогам американського закону 2000 року щодо захисту жертв (англ. Trafficking Victims Protection Act’s), країна перебуває у списку третього рівня.

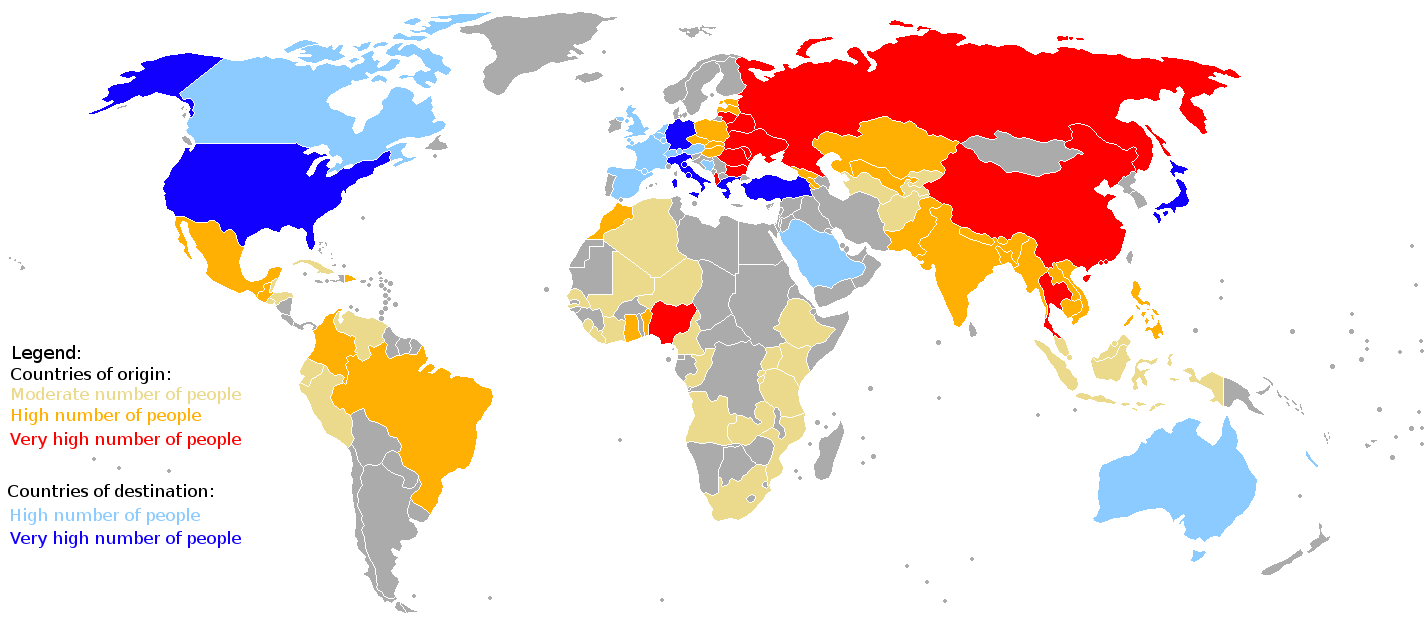
Країни-донори (червоний) і країни-реципієнти кримінальних потоків  (англ.)
Глобальна боротьба з торгівлею людьми (англ.)

## Гендерний стан
Статеве співвідношення (оцінка 2015 року):
- при народженні — 1,05 особи чоловічої статі на 1 особу жіночої;
- у віці до 14 років — 1,05 особи чоловічої статі на 1 особу жіночої;
- у віці 15—24 років — 1,05 особи чоловічої статі на 1 особу жіночої;
- у віці 25—54 років — 1,02 особи чоловічої статі на 1 особу жіночої;
- у віці 55—64 років — 1,03 особи чоловічої статі на 1 особу жіночої;
- у віці за 64 роки — 0,86 особи чоловічої статі на 1 особу жіночої;
- загалом — 1,03 особи чоловічої статі на 1 особу жіночої[1].

Серед адвокатів жінки становлять 70 %, серед суддів — 60 %, вони домінують і в медицині. Дедалі частіше жінки вносять великий дохід до домашніх господарств, подекуди більший, ніж чоловіки. 60 % студентів університетів становлять жінки (згідно з університетськими дослідженнями).

## Демографічні дослідження
Демографічні дослідження в країні ведуться рядом державних і наукових установ:
- Інститут політики Алжирського університету;
- Генеральна дирекція планування і економічних досліджень;
- Алжирська асоціація демографічних, економічних і соціальних досліджень[2].

Облік демографічного стану в країні ведеться з 1831 року, закони 1882—1901 років поширили реєстрацію актів цивільного стану на всю територію Алжиру. У колоніальні часи задовільно обчислювалось тільки європейське і єврейське населення Алжиру. У 1964—1971 роках введена система індивідуальних карток обліку руху населення, таким чином вдалося охопити близько 70 % демографічних подій.

### Переписи
Переписи населення на території Алжиру французька влада почала проводити з 1906 року, усього проведено 9 таких переписів, а результати опубліковані. За незалежних часів переписи відбулися 1966 і 1977 років.

### Українською
- Атлас. 10—11 клас. Економічна і соціальна географія світу / упорядники :  О. Я. Скуратович, Н. І. Чанцева. — К. : ДНВП «Картографія», 2010. — ISBN 978-966-475-639-3.
- Атлас світу / голов. ред. І. С. Руденко ; зав. ред. В. В. Радченко ; відп. ред. О. В. Вакуленко. — К. : ДНВП «Картографія», 2005. — 336 с. — ISBN 9666315467.
- Безуглий В. В. Економічна і соціальна географія зарубіжних країн : Навчальний посібник. — К. : ВЦ «Академія», 2007. — 704 с. — ISBN 978-966-580-239-6.
- Безуглий В. В., Козинець С. В. Регіональна економічна і соціальна географія світу : Навчальний посібник. — видання 2-ге, доп., перероб. — К. : ВЦ «Академія», 2007. — 688 с. — ISBN 966-580-144-9.
- Головченко В. І., Кравчук О. Країнознавство: Азія, Африка, Латинська Америка, Австралія і Океанія. — К., 2006. — 335 с. — ISBN 966-8939-04-2.
- Головченко В., Кравчук О. Країнознавство: Азія, Африка, Латинська Америка, Австралія і Океанія. — К., 2006. — 335 с. — ISBN 966-8939-04-2.
- Гудзеляк І. І. Географія населення: Навчальний посібник / І. Гудзеляк. — Л. : Видавничий центр ЛНУ імені Івана Франка, 2008. — 232 с. — ISBN 978-966-613-599-8.
- Дахно І. І. Країни світу: Енциклопедичний довідник / І. І. Дахно, С. М. Тимофієв. — К. : Мапа, 2011. — 606 с. — (Бібліотека нового українця) — ISBN 978-966-8804-23-6.
- Дахно І. І. Економічна географія зарубіжних країн : навчальний посібник. — К. : Центр учбової літератури, 2014. — 319 с. — ISBN 978-611-01-0682-5.
- Джаман В. О. Регіональні системи розселення: демографічні аспекти. — Чернівці : Рута, 2003. — 392 с. — ISBN 9665685988.
- Дорошенко Л. С. Демографія: Навчальний посібник. — К. : МАУП, 2005. — 112 с. — ISBN 966-608-442-2.
- Дубович І. А. Країнознавчий словник-довідник. — 5-те вид., перероб. і доп. — К. : Знання, 2008. — 839 с. — ISBN 978-966-346-330-8.
- Економічна і соціальна географія країн світу. Навчальний посібник / За ред. Кузика С. П. — Л. : Світ, 2002. — 672 с. — ISBN 966-603-178-7.
- Загальна медична географія світу / В. О. Шевченко [та ін.] — К. : [б.в.], 1998. — 178 с.
- Книш М. М., Мамчур О. І. Регіональна економічна і соціальна географія світу (Латинська Америка та Карибські країни, Африка, Азія, Океанія) : навч. посіб. — Л. : ЛНУ ім. Івана Франка, 2013. — 368 с. — ISBN 978-617-10-0007-0.
- Книш М. М., Мамчур О. І. Регіональна економічна і соціальна географія світу (Латинська Америка та Карибські країни, Африка, Азія, Океанія) : навч. посіб. — Л. : ЛНУ ім. Івана Франка, 2013. — 368 с. — ISBN 978-617-10-0007-0.
- Крисаченко В. С. Динаміка населення: Популяційні, етнічні та глобальні виміри. — К. : Видавництво Національного інституту стратегічних досліджень, 2005. — 368 с. — ISBN 966-554-083-1.
- Любіцева О. О., Мезенцев К. В., Павлов С. В. Географія релігій. — К. : АртЕК, 1999. — 504 с. — ISBN 966-505-006-0.
- Масляк П. О. Країнознавство. — К. : Знання, 2007. — 292 с. — (Вища освіта XXI століття)
- Масляк П. О., Дахно І. І. Економічна і соціальна географія світу / П. О. Масляк, І. І. Дахно ; за ред. П. О. Масляка. — К. : Вежа, 2003. — 280 с. — ISBN 966-7091-53-8.
- Рудик С. К. Алжирія (Країна сироко та блакитного неба). — К. : АН ВШ України, 2005. — 156 с. — ISBN 966-95902-6-4.

### Англійською
- (англ.) Hadjeres S. Culture, independance et revolution en Algerie 1880—1980. — P., 1981.
- (англ.) Zahia Ouadah-Bedidi, Jacques Vallin, Ibtihel Bouchoucha. Unexpected developments in Maghrebian fertility // Population Societies. — 2012. — № 486 (February).

### Російською
- (рос.) Алжир // Демографический энциклопедический словарь / главн. ред. Валентей Д. И. — М. : Советская энциклопедия, 1985. — 608 с.
- (рос.) Алжир // Африка: энциклопедический справочник [в 2-х тт.] / гл. ред. А. А. Громыко. — М. : Советская энциклопедия, 1986. — Т. 1. — 672 с.
- (рос.) Аршаруни Н. А. и др. Алжир // Страны и народы. Африка. Общий обзор. Северная Африка / Редкол. : А. А. Громыко и др. — М. : «Мысль», 1982. — 349 с. — (Страны и народы) — 180 тис. прим.
- (рос.) Алжир. Справочник. — М., 1977.
- (рос.) Атлас народов мира / Отв. ред. С. И. Брук и В. С. Апенченко. — М. : ГУГК ГГК СССР и Институт этнографии им. Н. Н. Миклухо-Маклая АН СССР, 1964. — 185 с. — 20 тис. прим.
- (рос.) Вирабов А. Г. Очерки экономического и социального развития Алжира. — М. : Наука, 1981. — 200 с.
- (рос.) Горнунг М. Б. Алжирия (физико-географическая характеристика). — М. : Географгиз, 1958. — 288 с.
- (рос.) Культура современного Алжира. Сборник статей / Под редакцией Р. Г. Ланда. — М. : Институт народов Азии АН СССР, 1961. — 93 с.
- (рос.) Лаппо Г. М. География городов: Учебное пособие для географических факультетов вузов. — М. : Туманит, изд. центр ВЛАДОС, 1997. — 476 с. — ISBN 5-691-00047-0.
- (рос.) Луцкий В. Б. Новая история арабских стран. — М. : Наука, 1966. — 372 с.
- (рос.) Новейшая история арабских стран (1917—1985) / Отв. ред. В. В. Наумкин. — М. : Наука, 1988. — 640 с.
- (рос.) Численность и расселение народов мира. Этнографические очерки / под ред. С. И. Брука. — М. : Издательство АН СССР, 1962. — 487 с.
- (рос.) Эгрето М. Алжирская нация существует. — М. : Издательство восточной литературы, 1958. — 190 с. — 5700 прим.
- (рос.) Ягельский А. География населения. — М. : Прогресс, 1980. — 383 с.

### Французькою
- (фр.) Breil J. La population algerienne. Etude de demographic quantitative, P., 1957.
- (фр.) Ageron Ch.-R., Les Algeriens muslimans et la France (1871—1919), t. 1—2, P., 1968.
- (фр.) Bourdieu P., Sociologie de lAlgerie, 2 ed., P., 1961.
- (фр.) Despois J., Raunal R., Geographie de L'Afrique du Nord-Ouest., P., 1967.
- (фр.) Lacherat M., L'Algerie: nation et societe, P., 1965.
- (фр.) Vatin J.-C., L'Algerie politique: histoire et societe. P., 1974.